# ポケモンの一覧 (650-721)
ポケモンの一覧（ポケモンのいちらん）は、ゲームソフト『ポケットモンスターシリーズ』に登場する架空の生物「ポケットモンスター（ポケモン）」の一覧。本項では全1025種のうち、『ポケットモンスター X・Y』から登場し、シリーズ共通の全国ポケモン図鑑において650から721までの番号を付与されている種を掲載する。

## ハリマロン
| 分類: いがぐりポケモン | タイプ: くさ         | 高さ: 0.4m   | 重さ: 9.0kg        |
| 特性: しんりょく       | かくれ特性: ぼうだん | 進化前: なし | 進化後: ハリボーグ |

カロス地方で最初にもらえるポケモンの一匹。いが栗のような頭をしたハリモグラのような可愛らしい外見をしており、頭と体を硬い殻で守っている。頭の棘は力を込めると尖る。好奇心旺盛でよくトラブルに巻き込まれるが大らかで小さいことは気にしない性格。トレーナーから餌をもらうことで殻が頑丈に育つ。
TVアニメ版『ポケットモンスター XY』ではミアレシティのプラターヌ研究所の新人ポケモントレーナーのポケモンのための3匹のうちの1匹として登場。シトロンが手持ちに加えている。声優は生天目仁美。『ポケットモンスター XY 特別編 最強メガシンカ』ではマノンのポケモンとしても登場する。ニックネームは「ハリさん」で声優は寺崎裕香。
ポケモン kis TVにて「もぐもぐハリマロン」という動画がある。ハリマロンがお皿に乗っているマカロンを食べ、それを食べる音（咀嚼音）を聞きながら癒されるというもの。ハリマロンが一皿を食べ終えると、ピカチュウがおかわりとしてもう一皿持ってくる。
『大乱闘スマッシュブラザーズ for Nintendo 3DS / Wii U』では、「モンスターボール」から登場。その場でタネばくだんを使用する。

## ハリボーグ
| 分類: とげよろいポケモン | タイプ: くさ         | 高さ: 0.7m         | 重さ: 29.0kg       |
| 特性: しんりょく         | かくれ特性: ぼうだん | 進化前: ハリマロン | 進化後: ブリガロン |

ハリマロンの進化形。ハリマロンが着ぐるみを着たような姿をしており、進化して身体と殻がより大きくなり、更にずんぐりとした体格となっている。自分からは争いを仕掛けることはない優しい性格だが、敵との戦闘時では、身体を覆う頑丈な殻で攻撃を防ぎながらトゲで反撃して戦う。重い体のおかげで足腰が鍛えられ、ぶつかっただけでトレーラーも吹っ飛ばすパワー持つようになったが、痛みに気づかない鈍感な一面も。
アニメ版『XY』では野生の個体が登場。声優は愛河里花子。

## ブリガロン
| 分類: とげよろいポケモン | タイプ: くさ/ かくとう | 高さ: 1.6m         | 重さ: 90.0kg |
| 特性: しんりょく         | かくれ特性: ぼうだん   | 進化前: ハリボーグ | 進化後: なし |

ハリボーグの進化形。進化によってかくとうタイプが追加された。手足やしっぽが全体的に長くなり、大きな鎧を身にまとっている。体当たりで50tの戦車ですらもひっくり返すほどの力持ち。顔の前で両腕を合わせて防御態勢をとると腕が強固な盾の様に変形し、爆弾の直撃にも耐えられるようになる。穏やかで仲間思いな性質で、自らが盾になることで仲間を守る。
「ニードルガード」はトゲの付いた盾で身を守りつつ直接攻撃した相手にダメージを与える。元々はブリガロンの専用技だったが、体に多数のトゲを持つノクタスやトゲデマルやマラカッチなども覚えるようになった。
トレーナーでは「スカーレット・バイオレット」でトップチャンピオンのオモダカがゴーゴートに代わって使用する。
テレビアニメ版ではサトシのピカチュウの夢の中に登場。シトロンのハリマロンが進化した姿であり、セレナのヤンチャム（ゴロンダに進化した状態）とポケモンフードの事で喧嘩を始める。また、サトシのライバル・アランの手持ちとしても登場しており、ダンデのゴリランダーと互角に戦うも「ダイジェット」で素早さが上がってからの「アクロバット」に敗れる。使用技は「アームハンマー」、「ニードルガード」、「ジャイロボール」、「ミサイルばり」。
漫画版『ポケットモンスターSPECIAL』12章では主人公・エックスのパートナー兼主力として登場する（ハリマロンが進化した個体）。性別は♂で、ニックネームは「マリソ」。チームでは唯一、メガシンカしない種類である。

## フォッコ
| 分類: キツネポケモン | タイプ: ほのお         | 高さ: 0.4m   | 重さ: 9.4kg        |
| 特性: もうか         | かくれ特性: マジシャン | 進化前: なし | 進化後: テールナー |

カロス地方で最初にもらえるポケモンの一匹。狐のような外見をしたポケモン。炎のような形をした耳から出す熱気は最大摂氏200度を超えるという。小枝が好物で持ち歩いて食べることもある。感情が激しいポケモンでイライラすることもあるが、トレーナーのためなら一途に行動する。
TVアニメ版では『ポケットモンスター XY』でミアレシティのプラターヌ研究所の新人ポケモントレーナーのポケモンのための3匹のうちの1匹として第3話終盤に登場し、セレナのポケモンとしてプラターヌ博士からもらった最初のポケモン。声優は林原めぐみ（テールナーに進化後も担当）。
『大乱闘スマッシュブラザーズ for Nintendo 3DS / Wii U』では、「モンスターボール」から登場。その場でやきつくすを使用し、攻撃する。

## テールナー
| 分類: キツネポケモン | タイプ: ほのお         | 高さ: 1.0m       | 重さ: 14.5kg         |
| 特性: もうか         | かくれ特性: マジシャン | 進化前: フォッコ | 進化後: マフォクシー |

フォッコの進化形。手足が細長く伸びて二足歩行になり、進化前に好物として食べていた木の枝は食べなくなった。尻尾の体毛に挿している枝を引き抜き、尻尾の毛の摩擦熱で発火させて攻撃に使う。進化後、すでに枝が尻尾に刺さっている描写があり、枝は拾ったものではないことがうかがえる。
アニメではセレナのフォッコが進化し、バトルで活躍することが多くなった。エルのパートナーとしても登場、声優は寺崎裕香。

## マフォクシー
| 分類: キツネポケモン | タイプ: ほのお/ エスパー | 高さ: 1.5m         | 重さ: 39.0kg |
| 特性: もうか         | かくれ特性: マジシャン   | 進化前: テールナー | 進化後: なし |

テールナーの進化形。身長が伸びて、魔法使いのようないでたちになり、タイプもエスパーが追加された。炎を超能力で操るようになり、摂氏3000度にも達する炎を渦にして敵を包み焼き焦がす。また、木の枝の杖につけた火を見つめて精神統一すると未来の出来事を予知することも可能。この杖はテールナーの時とは違い、腕の体毛に収納する。昔の人は地面に残した焦げ跡で占いをしていたという。
専用技の「マジカルフレイム」は特殊な炎を吐いて相手の特攻を下げる。元々はマフォクシーの専用技だったが、『オメガルビー・アルファサファイア』ではムウマージがレベルアップで習得し、『ソード・シールド』ではわざマシン化し覚えるポケモン（エスパーやフェアリーが多い）が増えた。
トレーナーでは「スカーレット・バイオレット」でジムリーダーのリップが使用する。
アニメ『ポケットモンスター XY』でエルのテールナーが進化して登場。別の回ではとある老人のポケモンとして登場。新無印編ではセレナのテールナーが進化した姿として登場。
漫画版『ポケットモンスターSPECIAL』12章では、主に四天王兼フレア団No.2のパキラの手持ちとして登場する。当初はマリソ、けろけろと共にプラターヌ博士がトロバに預けたポケモンだったが、事故でフォッコだけ行方不明になり、その後パキラに気に入られ、手持ちに加えられる（その際、一緒に入っていた図鑑はパキラに壊された）。その後はテールナーからマフォクシーへと進化を重ね、悪人に育てられた影響で強くはなったが、同じポケモンが苦しんでいても顔色一つ変えないほど冷酷な性格に変貌してしまった。ポケモンの村でフレア団のポケモンとして列石を守っていたが、ほぼ全てのジムリーダーが結集した戦いには敵わず敗北。シトロンに回収されてトロバに渡り、「これからは一緒に過ごして行く仲間」として引き取られた。尚、マフォクシーはその後、パキラに育てられた悪影響を受けた為、5人の内の誰にも懐く事無く、対応に苦慮していたが、別の地方の「解放の専門家」であるファイツの治療を受ける事になり、大暴れの末ファイツの手持ちとして過ごす事になった。尚、地方の違う後の世代の御三家を持つ図鑑所有者はファイツのみである（『ブラック2・ホワイト2』の女の子主人公がマフォクシーを持つのは、原作ゲームでは実現不可能である）。

## ケロマツ
| 分類: あわがえるポケモン | タイプ: みず               | 高さ: 0.3m   | 重さ: 7.0kg        |
| 特性: げきりゅう         | かくれ特性: へんげんじざい | 進化前: なし | 進化後: ゲコガシラ |

カロス地方で最初にもらえるポケモンの一匹。水色のカエルのような外見。常にぼんやりしていそうな顔をしているが、実は見せ掛けで抜け目がなく周囲をうかがっているらしい。とても身軽でジャンプ力はビルの3階分を飛び越えるほど。胸と背中から出ている泡（アニメでは「ケロムース」と呼ばれている）は弾力があり、相手の攻撃から身を守る、また、相手の顔に泡を投げ飛ばして視界を奪うこともできる。
アニメ『ポケットモンスター XY』でミアレシティのプラターヌ研究所の新人ポケモントレーナーのポケモンのための3匹のうち1匹として登場し、サトシのポケモンとして入手。声優はうえだゆうじ（ゲコガシラやゲッコウガに進化後も担当）。ゴウもケロマツをゲットしている。こちらの声優は社本悠。

## ゲコガシラ
| 分類: あわがえるポケモン | タイプ: みず               | 高さ: 0.6m       | 重さ: 10.9kg       |
| 特性: げきりゅう         | かくれ特性: へんげんじざい | 進化前: ケロマツ | 進化後: ゲッコウガ |

ケロマツの進化形。小石を泡で包んで投げる技を持つ。進化前を上回るスピードとジャンプ力を誇り、一分で600メートルを超えるタワー（東京スカイツリーetc.）の頂上を昇りきる。手足に付いた吸盤で高層ビルの壁を登りきる。
アニメでは忍者トレーナーのサンペイのポケモン。後にサトシのケロマツが進化。ゴウのケロマツも進化。声優は進化前同様、社本悠。

## ゲッコウガ
| 分類: しのびポケモン | タイプ: みず/ あく         | 高さ: 1.5m         | 重さ: 40.0kg |
| 特性: げきりゅう     | かくれ特性: へんげんじざい | 進化前: ゲコガシラ | 進化後: なし |

ゲコガシラが進化したポケモン。進化であくタイプが追加されている。進化して腕が長くなり、泡マフラーはなくなり、代わりに舌を首に巻いている。この舌で空気の流れを感じ取り、敵の様子を察知する。忍者のように神出鬼没のポケモンであり、素早い動きで翻弄しつつ、太股表面から分泌する粘液を圧縮成形して作り出す水の手裏剣を飛ばして攻撃する。手裏剣の威力は金属をも真っ二つに引き裂くほど。
進化時に上記の設定を反映した「みずしゅりけん」というゲッコウガ専用技を習得できるほか、技を思い出させることで「たたみがえし」というもう一つの専用技も習得することができる。
『サン・ムーン』より(自分・相手問わず)バトル中のポケモンを倒すことでこうげき・とくこう・すばやさが上がり特性「きずなへんげ」が追加される。なお、これは後述の『サン・ムーン』特別体験版でのみ配信された特別な個体の専用特性であった。
トレーナーでは、「X・Y」では主人公がフォッコを選んだ場合はセレナ/カルムが、ハリマロンを選んだ場合はサナが使用。「スカーレット・バイオレット」では主人公がクワッスを選んだ場合にチャンピオンのネモが使用する。
サトシゲッコウガ
アニメ版『ポケットモンスターXY&Z』にて初登場した、ゲッコウガの新たな姿。
頭部・胸部の外観が、赤い触覚に黒い髪のような突起など、サトシの服装と酷似した様相へと変化し、背中に巨大な水手裏剣を常に背負った状態となる。変化前より脚力・スピードが強化される。メガシンカと同様バトル中にのみこの形態へと変化し、バトル終了後に元の姿に戻る。しかしサトシゲッコウガがダメージを喰らうと、感覚共有しているサトシも傷つく欠点がある。
ゲーム版のメインシリーズでは『サン・ムーン』『ウルトラサン・ウルトラムーン』でのみ登場。普段の姿は通常のゲッコウガと同じだが、特性「きずなへんげ」が発動した際、姿が上記のアニメ版の姿へと変化し、基本ステータスおよび専用技「みずしゅりけん」の仕様も変更される（威力が上がると共に、必ず三発当たるようになる）。なお、過去のゲーム作品のギザみみピチュー、おきがえピカチュウのような通常ポケモンの特別な個体と同様に、タマゴが一切発見されず、ランキングバトルで使用できない制限がかけられる。
2016年4月16日から5月8日まで開催された「ポケモン総選挙」の結果、1位がゲッコウガに決定し、『ボルケニオンと機巧のマギアナ』が上映された映画館にて、『X・Y』と『オメガルビー・アルファサファイア』を対象としたワイヤレス通信によってレベル100のゲッコウガが配布された。おや名は「そうせんきょ」。
2016年10月18日より配信された『サン・ムーン』特別体験版にて、上記の「サトシゲッコウガ」という特別な個体がプレイヤーの手持ちポケモンで登場。おや名は「サトシ」、出会った日時は2013年10月17日（アニメ版『ポケットモンスター XY』の第1話の放送日）となっている。レベルは36。なお、体験版初回プレイ時には主人公の元に差出人不明の手紙が届いており、そこには「君に託したポケモン ゲッコウガは元気かい？」との一文がある。そのゲッコウガを所持した体験版のセーブデータがあった状態で製品版をプレイする場合、製品版もその特別な個体が使用できる（その際出会った日時が受け取れた日時に変更される）が、ゲームの仕様上（初期状態で命令を聞くレベルが20まで）ストーリーを一定程度に進行しないと使用できない。なお、その個体が『ポケモンバンク』と『Pokémon HOME』を経由して『スカーレット・バイオレット』で使用可能だが、こうげき・とくこう・すばやさが上がり以外の効果がなくなり、サトシゲッコウガへ変化もしない。
『大乱闘スマッシュブラザーズ for Nintendo 3DS / Wii U』『大乱闘スマッシュブラザーズ SPECIAL』ではプレイヤーキャラクターとして参戦。掌からは水流を放ったり、忍者刀のような水のカッター(『SP』ではクナイ)を形成して格闘戦を行うなどの動作も行うほか、蹴り技や舌での打撃などの体術も織り交ぜて闘う。飛び道具（必殺ワザ）「みずしゅりけん」やカウンター系の下必殺ワザ「みがわり」を持ち合わせ、ジャンプ力に加え、復帰力も高い。適度なスピード感でクセも少なく、初心者も扱いやすいキャラクター。だが、クセが少ない分、攻撃力はやや控えめ設定。なお、「みずしゅりけん」はキャンセルできないため、はずした時には隙が生まれてしまう。また、技1つ1つの発生も遅く、先を読まれると力負けしてしまう。相手を翻弄しながら動きを先読みし、その場に応じた技を繰り出す必要がある。
「最後の切りふだ」は、畳返しで敵を打ち上げた後、満月をバックに八方から分身しつつ水の刀による無数の斬撃を浴びせる「しのびのひおうぎ」。『SP』では「最後の切りふだ」使用時に、後述のサトシゲッコウガに変身する演出が盛り込まれた。日本語音声は、アニメにおいて進化前のケロマツの声を担当しているうえだゆうじ。『スマブラ・ポケモン 両方買うと”もれなく”プレゼント！』キャンペーンでは条件付きで『for』の必殺ワザを覚えたゲッコウガがプレゼントされた。
『Pokémon UNITE』では操作ポケモンとして登場。「みずしゅりけん」や分身など忍者らしい戦法で攻め込むアタッカー。ユナイトわざは「極大水手裏剣」。
アニメではサトシのケロマツが最終進化した。サトシゲッコウガに変化し、たびたびバトルで活躍した。最後は負のエネルギーを駆使するためにサトシと別れた。声優はうえだゆうじ。
実写映画『名探偵ピカチュウ』では研究所にいた実験用ポケモンとして登場。3匹おり、「みずしゅりけん」を使用する。
漫画版『ポケットモンスターSPECIAL』12章ではワイのパートナー兼主力として登場する（ケロマツが進化した個体）。性別は♂で、ニックネームは「けろけろ」。尚、特性は「げきりゅう」では無く、「きずなへんげ」である。

## ホルビー
| 分類: あなほりポケモン       | タイプ: ノーマル       | 高さ: 0.4m   | 重さ: 5.0kg      |
| 特性: ものひろい/ ほおぶくろ | かくれ特性: ちからもち | 進化前: なし | 進化後: ホルード |

灰色と茶色のツートンカラーのアナウサギのような姿をしたポケモン。シャベルのような大きな耳で穴を掘ったり、相手に攻撃したりする。また、穴を掘るうちにその耳で樹木の太い根っこを断ち切ることもある。アーマーガアに狙わることもあり、羽音を聞くとすぐさま穴を掘って身を隠す。
アニメ版『XY』ではシトロンのポケモンとして登場。声優は赤﨑千夏。

## ホルード
| 分類: あなほりポケモン       | タイプ: ノーマル/ じめん | 高さ: 1.0m       | 重さ: 42.4kg |
| 特性: ものひろい/ ほおぶくろ | かくれ特性: ちからもち   | 進化前: ホルビー | 進化後: なし |

ホルビーの進化形で、じめんタイプが加わる。進化して耳が一回り大きくなり、力も強くなってショベルカーに匹敵するほどになった。1tを超えるような岩も軽々と持ち上げ、工事現場で活躍している。穴を掘り終えると、ダラダラと過ごす。お腹の腹巻のような毛は保温性に優れるため、昔の人はその毛で防寒着を作っていた。
アニメではポケモンハンター・ダズ（声 - 最上嗣生）のポケモンとして初登場。別個体は意地悪なポケモンとして登場、ホルビー（シトロンにゲットされる前の時代）に成敗され改心。そして、自分が仲間を守るとホルビーを後押しした。後にシトロンのホルビーもホルードに進化している。

## ヤヤコマ
| 分類: コマドリポケモン | タイプ: ノーマル/ ひこう   | 高さ: 0.3m   | 重さ: 1.7kg        |
| 特性: はとむね         | かくれ特性: はやてのつばさ | 進化前: なし | 進化後: ヒノヤコマ |

コマドリのような姿をしたポケモン。さえずる声と尾羽の動きで仲間に合図を送る。人懐っこい性格で、さえずる声は美しいが、イキリンコのような縄張りに入ってきた敵には容赦のない荒々しさも持っている。これは体内のホルモンバランスが変わるから。
アニメ版『XY』ではサトシのポケモンとして登場。声優は寺崎裕香（ヒノヤコマに進化後も担当）。
『大乱闘スマッシュブラザーズ for Nintendo 3DS / Wii U』では、「モンスターボール」から登場。狙ったファイターにつきまとい、つつくで攻撃する。

## ヒノヤコマ
| 分類: ひのこポケモン | タイプ: ほのお/ ひこう     | 高さ: 0.7m       | 重さ: 16.0kg         |
| 特性: ほのおのからだ | かくれ特性: はやてのつばさ | 進化前: ヤヤコマ | 進化後: ファイアロー |

ヤヤコマが進化したポケモン。名前の由来通り、タイプがノーマルから炎に変わっている。姿形は進化前にあった可愛らしさは身を潜め、勇ましくなっている。嘴から火の粉を飛ばして、獲物を捕まえる。お腹にある袋の中の火が強まるほど早く飛べるが、充分に加熱されるまで時間がかかってしまう。半径2、3キロの縄張りを持つ。
アニメではサトシのヤヤコマが進化した。

## ファイアロー
| 分類: れっかポケモン | タイプ: ほのお/ ひこう     | 高さ: 1.2m         | 重さ: 24.5kg |
| 特性: ほのおのからだ | かくれ特性: はやてのつばさ | 進化前: ヒノヤコマ | 進化後: なし |

ヒノヤコマが進化したポケモン。体格もさらにシャープになり、ハヤブサをイメージさせるフォルムになっている。500km毎時という猛烈なスピードで獲物の鳥ポケモンに襲い掛かり、強烈なキックで仕留める。激しい戦いで興奮すると全身の体毛の隙間から炎を噴き出す。飛脚力は鳥ポケモンの中でもトップクラスで100キロ以上の獲物を掴んだまま飛ぶことができる。羽根は耐火性に優れるため、アローラ地方では昔、消防士の防火服の素材として使われていた。
『X・Y』から、ポケモンの名前の最大文字数が5文字から6文字になることが決定するとともに、初めて公開された6文字の名前のポケモン。
『X・Y』ではティエルノや四天王のパキラ、『オメガルビー・アルファサファイア』ではミツルが使用する。「スカーレット・バイオレット」ではブルベリーグ四天王のアカマツが使用する。
『Pokémon UNITE』では操作ポケモンとして登場。高い機動力を生かした小回りの利いた戦法を得意としており、初心者でも扱いやすいアタッカーの1体。ユナイトわざは「フレアスイーパー」。
アニメ版『XY』ではサトシのポケモンとして登場。声優は古島清孝。
対戦では、飛行タイプの技は無条件に先制できる専用特性「はやてのつばさ」によって飛行タイプが弱点の格闘、草、虫タイプのポケモンを駆逐した。今作は格闘タイプ最弱の世代とまで言われている。また、ニンフィアと合わせて格闘タイプを駆逐したため、SMからは特性が弱体化された。

## コフキムシ
| 分類: こなふきポケモン   | タイプ: むし               | 高さ: 0.3m   | 重さ: 2.5kg        |
| 特性: りんぷん/ ふくがん | かくれ特性: フレンドガード | 進化前: なし | 進化後: コフーライ |

黒い体色を持つイモムシのようなポケモン。首周りに付いている白い毛や全身を覆う粉で体温調節を行い、如何なる気候や風土でも暮らすことが可能。森林や野原に生息し、天敵の鳥ポケモンに対しては、触れると麻痺する毒の粉を撒き散らして身を守る。土地により餌が異なる。毒素を粉に変えるため、毒の葉っぱや根っこも食べられる。
アニメではポケモンハンターに捕まった個体。後にコフーライ→ビビヨンに進化する。

## コフーライ
| 分類: こなふきポケモン | タイプ: むし               | 高さ: 0.3m         | 重さ: 8.4kg      |
| 特性: だっぴ           | かくれ特性: フレンドガード | 進化前: コフキムシ | 進化後: ビビヨン |

コフキムシの進化形。進化して身体の表面が固くなり、鳥ポケモンの嘴にもビクともしない強固さを持つ。普段は茂みの中に隠れて暮らしているが、敵に見つかると全身を覆う毛をトゲのように鋭く逆立てながら、粉を撒き散らして身を守る。特に住処を持たず、気の向くまま野山を歩き回り、進化のエネルギーを蓄える。
『大乱闘スマッシュブラザーズ for Nintendo 3DS / Wii U』では、「モンスターボール」から登場。攻撃を受けるとしびれごなを散布し、範囲内のファイターをしびれ状態にする。

## ビビヨン
| 分類: りんぷんポケモン   | タイプ: むし/ ひこう       | 高さ: 1.2m         | 重さ: 17.0kg |
| 特性: りんぷん/ ふくがん | かくれ特性: フレンドガード | 進化前: コフーライ | 進化後: なし |

コフーライの進化形。住んでいる土地の気候の影響で、多彩な羽の模様を持つ。
羽の模様は20種類が存在し、地域を依存しない特別な模様「ボール」「ファンシー」（後述）を除く、他の18種類がゲットもしくはタマゴからコフキムシ誕生した地域（3DSシリーズでは本体に設定された地域、『Pokémon GO』では入手した地域）によって決まっている。なお、『X・Y』ではハクダンシティのジムリーダー・ビオラが「はなぞの」の個体を、『スカーレット・バイオレット』ではトレーナー・マナミが「ひょうせつ」の個体を使用する。
ボールのもよう
地域を依存しない特別な模様のひとつ。モンスターボールのような模様。
ポケモンセンター等におけるイベントで配布された。
ファンシーのもよう
地域を依存しない特別な模様のひとつ。
『X・Y』当時ではGTSで交換された回数1億回突破記念として、ニンテンドーWi-Fiコネクションでのみ配信されたが、『スカーレット・バイオレット』では、『Pokémon GO』と連携していない場合、本体に設定された地域と関係なくこの模様が通常のプレイで入手できる（ただし『Pokémon GO』と連動した場合、入手できる模様が『Pokémon GO』から受け取りしたポストカードの地域に対応した模様に変更される）。

## シシコ
| 分類: わかじしポケモン             | タイプ: ほのお/ ノーマル   | 高さ: 0.6m   | 重さ: 13.5kg       |
| 特性: とうそうしん/ きんちょうかん | かくれ特性: じしんかじょう | 進化前: なし | 進化後: カエンジシ |

ライオンの子供のような姿をしたポケモン。血気盛んで喧嘩っ早い。頭にある小さな赤い鬣は強い相手に立ち向かう時ほど高温になる。自分で獲物を狩る事が出来るようになると、強くなるため群れを離れて1匹で生活するようになる。実際のライオン同様、メスの比率が非常に高い（性別比は1:7）。

## カエンジシ
| 分類: おうじゃポケモン             | タイプ: ほのお/ ノーマル   | 高さ: 1.5m     | 重さ: 81.5kg |
| 特性: とうそうしん/ きんちょうかん | かくれ特性: じしんかじょう | 進化前: シシコ | 進化後: なし |

シシコが進化したポケモン。ライオンのような姿をしたポケモンの通り、♂と♀で体格とたてがみが異なる。群れの中で一番大きなたてがみを持つ♂がリーダーとして仲間を率いる。♂は普段だらだら過ごしているが、群れがピンチになると仲間を全力で守る。♀が群れの子供を守り、狩りも行う。相手を摂氏6000度の炎で激しく威嚇する。但し生肉が好きなので炎を獲物に向けることはない。
『X・Y』ではフレア団ボスのフラダリが♂個体を、四天王のパキラが♀個体を使用する。

## フラベベ
| 分類: いちりんポケモン | タイプ: フェアリー     | 高さ: 0.1m   | 重さ: 0.1kg        |
| 特性: フラワーベール   | かくれ特性: きょうせい | 進化前: なし | 進化後: フラエッテ |

花に乗った白い小人のようなポケモン。誕生した個体は気に入った花を見つけると一生その花と暮らし、風に乗って気ままに漂う。花が見つからなかったり紛失することもあり、花から力を貰わなければ無防備で非常に危険だが、好きな色と形の花が見つかるまで旅を続ける。花の秘めた力を引き出して自在に操り、フラベベが持つ花はもはや体の一部だという。花の咲いた草むらにのみ出現し、咲いている花と同じ色の花に乗っている。夕暮れ時になると、自分と同じ色の花が咲く土地を見つけて眠る。頭部に乗せている花の冠は花粉を集めて作った物で、癒しの効果を持つ。
さまざま色の花と共生している個体が存在し、生息地によって持っている花が異なる。赤、青、黄、橙、白の5色が存在し、特に橙と白は珍しい。
大きさはバチュルと共に全ポケモン中最小で、重さもゴース、ゴーストと共に全ポケモン中最軽量。また、メスしか存在しないポケモンでもある。作者がフラベベはメスしかいない事を知らない為か、漫画版では一人称が「僕」の個体もいる。

## フラエッテ
| 分類: いちりんポケモン | タイプ: フェアリー     | 高さ: 0.2m       | 重さ: 0.9kg          |
| 特性: フラワーベール   | かくれ特性: きょうせい | 進化前: フラベベ | 進化後: フラージェス |

フラベベの進化形。花畑を飛び回って枯れかけの花を世話する習性を持つ。フラベベの時から共生している花を手に持ち、戦闘においても、自分のパワーを与え心を込めて育てた花に秘められた力を操りながら戦い、特に美しく咲いた花ほど強力なパワーを秘めている。手入れの行き届いた花壇の花が咲くと姿を現し、可憐なダンスで祝福する。テリトリーとなる花壇を荒らすものは許さず容赦なく攻撃する。自分のエネルギーを持っている色の花の波長に乗せて花へ送る事で潜在能力を引き出し、くさタイプのポケモンの潜在能力を引き出すことも可能。また、持っている色の波長を通じて花とパワーを交換したり、波長を合わせる事で本来一匹では出せない草の技を出せるようになる。
『X・Y』では3000年前のカロスの王であったAZが仲よくしていたポケモンであり、戦争に巻き込まれて戦死したもの、彼が最終兵器を起動したことによって復活し、現代で再会を果たした。

## フラージェス
| 分類: ガーデンポケモン | タイプ: フェアリー     | 高さ: 1.1m         | 重さ: 10.0kg |
| 特性: フラワーベール   | かくれ特性: きょうせい | 進化前: フラエッテ | 進化後: なし |

フラエッテの進化形。進化したことで持っていた花と一体化し、花の部分が頭、茎の部分が胴体と手足になっている。青の個体は古くは芸術の対象として人気が高く、白の個体は他の花とも波長を合わせて戦える特殊能力を持つ。自らが育てた心と体を癒すパワーが絶えず降り注いでいるとされる花園をテリトリーとし、草花の放つエネルギーを浴びて自らのパワーにしている。昔の城主は庭飾りのため、フラージェスを招き入れて花園を作らせていたという。数百年の寿命を持ち、庭園を守り続ける事にその一生を捧げており、中には300年以上もの間、城の庭園を守り続けたフラージェスも居たとされる。慈悲深い性質だが、花園を荒らした者は命乞いをしても絶対に赦さず追い詰めて痛めつける。
『X・Y』ではトロバがオレンジ色の花の姿を使用する。「スカーレット・バイオレット」ではジムリーダーのリップが赤い花の姿をエースポケモンとして使用し、テラスタルでエスパータイプに変える。
アニメでは青い花の姿が登場。ヌメラの故郷を襲いトラウマを与えた張本人であったが、後に和解する。

## メェークル
| 分類: ライドポケモン | タイプ: くさ             | 高さ: 0.9m   | 重さ: 31.0kg       |
| 特性: そうしょく     | かくれ特性: くさのけがわ | 進化前: なし | 進化後: ゴーゴート |

ヤギのような姿を持つポケモン。人間と共存するようになった最初のポケモンと言われている、穏やかな性格の持ち主。進化形であるゴーゴートと同様に角を使って背中に乗った者の気持ちを読み取る事ができ、背中に人を乗せて歩く他、荷物運びを手伝うこともある。日光と水を葉っぱに蓄えてエネルギーにしているため、餌の少ない岩山でも平気でいられる。

## ゴーゴート
| 分類: ライドポケモン | タイプ: くさ             | 高さ: 1.7m         | 重さ: 91.0kg |
| 特性: そうしょく     | かくれ特性: くさのけがわ | 進化前: メェークル | 進化後: なし |

メェークルの進化形。カモシカの体格をしたヤギような、ウシ目の動物をモデルにした大型ポケモン。首周りから背中を経て尻尾までが葉っぱ（月桂樹）に覆われてている。ラプラス同様、人を乗せることが大好きで、乗った人がゴーゴートの角に触れるとその気持ちを感じ取ることができる。山岳地帯に群れで生息し、角と角をぶつけあって勝った者がリーダーとなる。5000年前から人の手伝いをしていた。分類の「ライド」には「乗る」という意味がある。
カロス地方のミアレシティではこれまでのシリーズにおける自転車のように、前述の通り人を乗せることができる。トレーナーではヒヨクシティジムリーダーのフクジが切り札として使用。「スカーレット・バイオレット」ではトップチャンピオンのオモダカが使用。
テレビアニメ『ポケットモンスター ベストウイッシュ シーズン2 デコロラアドベンチャー』では、エリキテルやオンバーンとともにパンジーの手持ちポケモンとしてゲームに先駆けて登場した。声優は石塚運昇。
『大乱闘スマッシュブラザーズ for Nintendo 3DS / Wii U』では、「モンスターボール」から登場。移動しながらとっしんを使用する。背中には乗ることが可能。
WEBアニメPOKÉTOON「ゴーゴートに乗って」にて登場。この個体は通常よりかなり大柄な上に額にX型の傷を持っている。主人公の少年・ジュリアン（声 - 伊瀬茉莉也）はこのゴーゴートと出会い、喧嘩した友達のリュカ（声 - 井上麻里奈）と仲直りするというファンタジー物語。

## ヤンチャム
| 分類: やんちゃポケモン         | タイプ: かくとう       | 高さ: 0.6m   | 重さ: 8.0kg      |
| 特性: てつのこぶし/ かたやぶり | かくれ特性: きもったま | 進化前: なし | 進化後: ゴロンダ |

小柄なパンダの姿をしたポケモン。いかつい顔で相手をにらんで威嚇するが、迫力に欠けるためあまり効果がない。常に葉っぱを咥えているが特に意味はなくただの格好付け。また、頭をなでられるとにやけてしまう。ゴロンダを親分として慕い、真似をする事で戦い方や獲物の取り方を学ぶが、何らかの失敗をすると咥えている葉っぱをゴロンダに取り上げられてしまう。やんちゃな気質をしているので素人トレーナーが育てるには向かない。
アニメ版『XY』ではセレナのポケモンとして登場。声優は下屋則子、寺崎裕香（XY＆Z第19話以降）。
ポケモンだいすきクラブ公式アニメ『ポケモンパペット劇場』では第1話と第3話に登場。第1話では進化したヌマクローに対して本音を漏らしてしまい、逆ギレした彼に無理やり進化されそうになる。第3話ではドガースとバトルして、互いに「ひんし」になっていたところをゼニガメに助けられるも、食べすぎたドガースのゲップによってふたたび「ひんし」になる。いずれもツッコミ担当。声優は佐倉綾音。
カートゥーン風のWEBアニメ「ヒーローになりたいヤンチャム」では主人公として登場。ヒーローになるために進化を拒むヤンチャムが、自ら進化して本当にヒーローとなるストーリー。

## ゴロンダ
| 分類: こわもてポケモン         | タイプ: かくとう/ あく | 高さ: 2.1m         | 重さ: 136.0kg |
| 特性: てつのこぶし/ かたやぶり | かくれ特性: きもったま | 進化前: ヤンチャム | 進化後: なし  |

ヤンチャムが進化したポケモン。顔がさらにいかつくなり、後頭部から黒いマントを羽織った、大柄な二足歩行のパンダのような外見をしている。気性は荒く、人間相手に容易く心を開かないため、語り合うには拳を交えるしかないと言われている。また、その豪快さに惚れ込むトレーナーも多い。一方、弱い者いじめは許さないという熱い心を持っている。咥えている葉っぱは感覚器官の役割を持ち、相手の心を読むことが出来る。主にパンチによる攻撃が得意で、その一撃は大型ダンプカーをもスクラップにする破壊力を持つ。ガラル地方ではタチフサグマに出くわすと一騎打ちで闘う。
アニメでは主にサトシを襲う野生ポケモンという、言わばスピアーやリングマのようなポジションとして登場。中には気弱で温厚な性格をしたものもいる。またアニメ『XY』では個体毎に葉っぱの好みが異なるとされ、自分に合ったものが見つかるまで探し回るという。

## トリミアン
| 分類: プードルポケモン | タイプ: ノーマル | 高さ: 1.2m   | 重さ: 28.0kg |
| 特性: ファーコート     | かくれ特性: なし | 進化前: なし | 進化後: なし |

プードルのような姿のポケモン。通常はボサボサに伸びた白い体毛で全身が覆われており、顔と足先が辛うじて見える程度だが、ミアレシティにあるカット店でトリミングしてもらうことにより、美しい姿に変化する（図鑑では「毛を刈ることで身体のキレもよくなる」といった旨の記述があるが、ステータスなどは変化しない）。トリミングのバリエーションは複数存在し、条件を満たすことで増えていく。なお、トリミングは時間経過によって元に戻るため、姿を保ちたい場合は定期的にトリミングする必要がある。放置すると体毛はどんどん伸び続けるが、信頼した者にしかカットは許さない。大昔のカロス地方では王を護衛する役目を与えられたポケモンであり、体毛を如何に美しくカットするか、貴族たちの間で競われた時代があったとされる。
家庭版シリーズのポケモンではトリミアンのカット状態をポケモンバンクなどに転送できないが、HOMEではGOでカットした姿のトリミアンを転送できる。

## ニャスパー
| 分類: じせいポケモン       | タイプ: エスパー       | 高さ: 0.3m   | 重さ: 3.5kg          |
| 特性: するどいめ/ すりぬけ | かくれ特性: マイペース | 進化前: なし | 進化後: ニャオニクス |

灰色のネコの姿をしたポケモン。100メートル以内のものやプロレスラーを吹き飛ばす程の強力なサイコパワーを持つが、うまくコントロールが出来ない為、漏れ出さないように耳で放出器官を塞いでいる。また、溜め込みすぎて意識が飛ぶこともある。いつも無表情なのはそのためでもある。大岩を浮かばせる事でサイコパワーの制御の練習を行う。
2020年12月ではPokemon GOに初めて登場したカロス地方のポケモンとなった。

## ニャオニクス
| 分類: よくせいポケモン     | タイプ: エスパー     | 高さ: 0.6m         | 重さ: 8.5kg  |
| 特性: するどいめ/ すりぬけ | かくれ特性: 本文参照 | 進化前: ニャスパー | 進化後: なし |

ニャスパーの進化形。耳の内側にある目玉模様から出すサイコパワーは10トントラックをもペシャンコに捻り潰したり、タンカーを引き千切るほど強力。出し続けているとニャオニクスの肉体にもダメージが及ぶため、普段はその耳を塞いで抑えているが、危険が迫るとその耳を持ちあげて威力を発揮する。
♂の姿
体色は紺色で、釣り目。防衛本能が強く、自身や仲間を守る時に最大パワーを出す。補助・牽制技が得意。かくれ特性は『いたずらごころ』。
♀の姿
体色は白色で、半目。オスよりも我儘で攻撃的であり、機嫌を損ねると相手のことを気にせずサイコパワーで痛めつけてくる。♀は攻撃技が得意。かくれ特性は『かちき』。
♂と♀とで姿や覚える技が違い、♂♀で姿の違うポケモンは他にも数種類いるが、覚える技が異なるのはこのポケモンが初めてである。
『X・Y』ではライバルのセレナ/カルムが使用し、ヒャッコクシティジムリーダーのゴジカがメスの個体を使用する。
アニメではとある兄弟トレーナーが使用（兄がオス、弟がメス）。ジムリーダー・ゴジカのポケモンとしても登場。声優はオスが下屋則子、メスは林原めぐみ。

## ヒトツキ
| 分類: とうけんポケモン | タイプ: はがね/ ゴースト | 高さ: 0.8m   | 重さ: 2.0kg        |
| 特性: ノーガード       | かくれ特性: なし         | 進化前: なし | 進化後: ニダンギル |

柄の中央部に目がある剣の姿をしたポケモン。古代の剣にその剣で殺された死者の魂が憑りついて生まれたとされる。柄から延びる帯を、握った人間の腕に巻きつけて生気を吸い取ってしまう。ちなみに本体は剣ではなく鍔にある目玉。
公式イラストやポケパルレでは納刀した姿になっているが、ゲーム（バトル中）では抜刀した姿となっている。抜刀後は帯が鞘を抱えている。
アニメではショータのポケモン。サトシのピカチュウとバトルし、敗北する。
第8シリーズ（『リコとロイの旅シリーズ』）では第28話（『テラパゴスのかがやき』第3話）にてかつてダイアナの冒険仲間で詐欺師のテペン（声 - 菊池通武）のポケモンとして登場。ドータクンとコンビを組んで鐘の音でロイのホゲータを怯ませたり、「きんぞくおん」でリコのニャオハを妨害する活躍を見せたが、キャプテンピカチュウの「かみなりパンチ」で他のポケモンたちと共に敗北する。

## ニダンギル
| 分類: とうけんポケモン | タイプ: はがね/ ゴースト | 高さ: 0.8m       | 重さ: 4.5kg        |
| 特性: ノーガード       | かくれ特性: なし         | 進化前: ヒトツキ | 進化後: ギルガルド |

ヒトツキの進化形。進化の際に分裂して2本の剣になり、目や帯が紫色に変化した。一方2つの鞘は交差して重なる形一体化している。互いにテレパシーで意思疎通を行い、2本の剣を擦り合わせて発生させる金属音と二刀流のコンビネーションによる連続攻撃で獲物を仕留める。その複雑な攻撃と防御が目まぐるしく入れ替わる連続攻撃は剣の達人を以てしても防ぎきれないという。
ヒトツキと同様に公式イラストとポケパルレでは納刀した姿になっているが、ゲーム（バトル中）では抜刀した姿となっている。
アニメ『XY&Z』ではショータのヒトツキが進化した姿として登場。
テレビアニメ第8シリーズ（『リコとロイの旅シリーズ』）では第24話にてリコの祖母であるダイアナの棲んでいる古城にいる野生のポケモンとして登場。

## ギルガルド
| 分類: おうけんポケモン | タイプ: はがね/ ゴースト | 高さ: 1.7m         | 重さ: 53.0kg |
| 特性: バトルスイッチ   | かくれ特性: なし         | 進化前: ニダンギル | 進化後: なし |

ニダンギルの進化形。剣は1本に戻ったが、ラウンドシールドのような盾が新たに加わった。歴代の王が連れていた。また、強力な霊力を用いて人間やポケモンを操り、従わせる。王となる人間を見抜く能力を持ち、このポケモンに認められた者はいずれ王になるとされる。但し実際はギルガルドにとって都合のいい国を作らせているに過ぎず、やがてその国は生気を吸い尽くされ滅ぶ運命にある。
専用技「キングシールド」は「まもる」に近いが、接触攻撃をしかけてきた相手の攻撃を防ぐと同時に相手の攻撃力を下げる。その代わり変化技は防げない。また、専用特性「バトルスイッチ」により性質の違う2種類のフォルムを持つ。
シールドフォルム
盾の後ろにある取っ手に剣を通し、盾を構えて守りに備えた通常時の姿。鋼の体と霊力のバリアであらゆる攻撃を弱める防御体勢でも有る。固有技「キングシールド」を使うか控えに戻ることでブレードフォルムからこちらにチェンジする。防御・特防に特化し、次に攻撃するまでの間は打たれ強い。
ブレードフォルム
盾から抜刀し片腕に盾を持った、刀身を剥き出しにした攻撃時の姿。鋼の重さと強度を活かし相手を叩き割る攻撃態勢であり、戦闘中に攻撃技を使うことでシールドフォルムからこちらにチェンジする。攻撃・特攻に特化する反面打たれ弱いため、仕掛ける際はタイミングの見極めが重要となる。
『X・Y』では四天王のガンピが切り札として使用する。「ソード・シールド」ではチャンピオンのダンデが使用する。
アニメではショータのニダンギルが進化した姿として登場。

## シュシュプ
| 分類: こうすいポケモン | タイプ: フェアリー       | 高さ: 0.2m   | 重さ: 0.5kg        |
| 特性: いやしのこころ   | かくれ特性: アロマベール | 進化前: なし | 進化後: フレフワン |

ピンク色の鳥のような姿をしたポケモン。体内の匂い袋から嗅いだ者をうっとりさせる香りを作り、身体から漂わせることが出来、その香りは食べた物によって変わる。昔の貴婦人は香水代わりに好みの香りのシュシュプを連れていたという。

## フレフワン
| 分類: ほうこうポケモン | タイプ: フェアリー       | 高さ: 0.8m         | 重さ: 15.5kg |
| 特性: いやしのこころ   | かくれ特性: アロマベール | 進化前: シュシュプ | 進化後: なし |

シュシュプの進化形。身体は紫色で頭身が上がり、下半身はピンク色の毛に包まれている。様々な匂いを作り出し、戦いの時は相手の嫌がる匂いを出したり味方の士気を高める香しい匂いで戦いを有利に進める。あまりにも匂いが強すぎるため、よほど好きなトレーナーでなければ連れて歩くのはキツイらしい。
アニメではエレーナ（に変装したエル）のポケモン。声優は赤﨑千夏。

## ペロッパフ
| 分類: わたあめポケモン | タイプ: フェアリー   | 高さ: 0.4m   | 重さ: 3.5kg        |
| 特性: スイートベール   | かくれ特性: かるわざ | 進化前: なし | 進化後: ペロリーム |

綿菓子のような姿をしたポケモン。体色はピンク色で、常に舌を出している。甘い物ばかり食べているため、体毛は綿飴のように甘くベタベタしている。甘くベタつく白い糸を出し、相手を絡めとり動きを封じる。
『大乱闘スマッシュブラザーズ for Nintendo 3DS / Wii U』では、「モンスターボール」から登場。その場でわたほうしを使用し、範囲内のファイターをスロー状態にする。

## ペロリーム
| 分類: ホイップポケモン | タイプ: フェアリー   | 高さ: 0.8m         | 重さ: 5.0kg  |
| 特性: スイートベール   | かくれ特性: かるわざ | 進化前: ペロッパフ | 進化後: なし |

ペロッパフの進化形。ケーキのような見た目となった。嗅覚は人間の1億倍以上はあり、空気中の僅かな匂いだけで周りの様子が全て分かる。その嗅覚を活かして、パティシエの手伝いをしている他、医療への応用が期待されている。体毛は沢山の空気を含んでいるため触り心地は柔らかく見た目より軽い。事実、体重は5.0㎏となっている。
アニメではセレナのライバルであるミルフィとサトシのライバルであるショータのポケモンとして登場。性別はミルフィの個体はメスで、ショータの個体はオス。声優はどちらも生天目仁美。第8シリーズ（『リコとロイの旅シリーズ』）では第19話にてエンジンシティのバトルカフェのオーナーでありマードックの元パティシエ仲間であるミッチェル（声 - 緑川光）のパートナーとしてタルップルと共に登場。使用する技は「わたほうし」。

## マーイーカ
| 分類: かいてんポケモン         | タイプ: あく/ エスパー | 高さ: 0.4m   | 重さ: 3.5kg        |
| 特性: あまのじゃく/ きゅうばん | かくれ特性: すりぬけ   | 進化前: なし | 進化後: カラマネロ |

丸みを帯びたホタルイカのような姿のポケモン。頭の発光体を点滅させることで相手の戦意を喪失させる性質を持ち、触手を使っての獲物の捕獲や天敵からの逃走に使用する。身体の発行体の点滅のパターンで仲間と交信を行う。また、実際のイカのように墨を吐いて敵の目をくらますこともできる。体をひっくり返すのは血行がよくなり頭が冴えてエスパー技の威力を上げるため。デザインしたのは有賀ヒトシ。
アニメでは、コジロウの手持ちポケモンとして登場。声優は三宅健太。
2017年12月にポケモンだいすきクラブに寄稿された記事には「ポケリフレのお手入れでマーイーカにドライヤーをかけたら、マーイーカが干からびてしまうのではないか?」という杞憂を抱いていたプレイヤーの様子が描かれている。
『大乱闘スマッシュブラザーズ for Nintendo 3DS / Wii U』では、「モンスターボール」から登場。その場でひっくりかえすを使用し、地上のファイターを転ばせる。

## カラマネロ
| 分類: ぎゃくてんポケモン       | タイプ: あく/ エスパー | 高さ: 1.5m         | 重さ: 47.0kg |
| 特性: あまのじゃく/ きゅうばん | かくれ特性: すりぬけ   | 進化前: マーイーカ | 進化後: なし |

マーイーカの進化形。Lv30以上のマーイーカがゲーム機の本体を上下逆さまにした状態でレベルアップすると進化する。マーイーカと同じくイカがモチーフだが上下が逆転しており、ヒレを足のように使って直立している。発行体による催眠術の威力は、数居るポケモンの中で最も強力だとされ、相手を意のままに操る。この能力を悪用する人間も後を絶たない。歴史変える程の大事件はカラマネロの催眠能力が深く関わっていたと云われる。獲物を狩る時は催眠術でおびき寄せ、頭の触手で絡め取り消化液を浴びせて仕留める。また、ヒレの先は抜群の切れ味を持つ。
『X・Y』ではフレア団の科学者クセロシキ、「ソード・シールド」ではジムリーダーのネズ、「スカーレット・バイオレット」では教師のレホールが使用する。
テレビアニメ『XY』では、マダムX（その正体は洗脳されたジュンサ―）のポケモンとして登場していたが、正体判明後は単独で行動しロケット団やサトシ達を苦しめた。
テレビアニメ第7シリーズ（『新無印編』）ではアランの手持ちとして登場。ダンデのリザードンと戦うも、「サイコカッター」を「だいもんじ」で打ち消された挙句、「じごくづき」を受け止められたまま「だいもんじ」一撃で倒されるなどこれといった見せ場もないまま退場した。

## カメテテ
| 分類: ふたてポケモン         | タイプ: いわ/ みず       | 高さ: 0.5m   | 重さ: 31.0kg       |
| 特性: かたいツメ/ スナイパー | かくれ特性: わるいてぐせ | 進化前: なし | 進化後: ガメノデス |

カメノテのようなポケモンで、掌に当たる部分に顔がある。2体が1つの岩に張り付いて暮らしているが、喧嘩をした場合は片方が別の岩に移る。体を伸ばす反動で岩を持ち上げ移動する。満潮時は協力して波打ち際で流されて来た海藻を食べる。2匹の息が合わないと攻撃と防御のどちらも疎かになり生き残れない。

## ガメノデス
| 分類: しゅうごうポケモン     | タイプ: いわ/ みず       | 高さ: 1.3m       | 重さ: 96.0kg |
| 特性: かたいツメ/ スナイパー | かくれ特性: わるいてぐせ | 進化前: カメテテ | 進化後: なし |

カメテテの進化形。進化の際7体に分裂した。下の2体が脚のように動くことで二足歩行が可能。腕状の個体が肩から4匹伸び、カイリキーのような容姿となる。これら手足にも脳があり独立して自由に動けるが、普段は左手のような形状をした頭の脳によって制御されており、戦闘では7体が連携し力を合わせて戦う。掌の目玉が前後左右を見張り、ピンチのときは手足が勝手に動いて敵を倒す。
『X・Y』では四天王のズミが切り札として使用する。「ソード」ではジムリーダーのマクワが使用する。
アニメではサンペイの師匠・サンゾーのポケモンとして登場。声優は石塚運昇。

## クズモー
| 分類: クサモドキポケモン   | タイプ: どく/ みず         | 高さ: 0.5m   | 重さ: 7.3kg        |
| 特性: どくのトゲ/ どくしゅ | かくれ特性: てきおうりょく | 進化前: なし | 進化後: ドラミドロ |

腐った海藻のようなポケモン。その姿を生かして海藻に擬態し進化のエネルギーを蓄え、獲物が近づいてくると毒液を浴びせて仕留める。泳ぐのは下手で、藻屑に巻きついている。アローラ地方ではダダリンの傍で良く見つかる。大嵐に巻き込まれると遠くまで流され棲み処に戻れなくなる事もある。食性は腐った海藻で、その毒素から毒液を作る。
進化後のドラミドロと同様、『X・Y』で制作された唯一のどくタイプのポケモン系列である。
アニメでは沈没船に住むポケモンとして登場。この回は放送延期になり後で再び放送された。

## ドラミドロ
| 分類: クサモドキポケモン   | タイプ: どく/ ドラゴン     | 高さ: 1.8m       | 重さ: 81.5kg |
| 特性: どくのトゲ/ どくしゅ | かくれ特性: てきおうりょく | 進化前: クズモー | 進化後: なし |

クズモーの進化形。進化して体が細長くなり、リーフィーシードラゴンのような姿になった。縄張りを無断で荒らすものに我が物顔で見境なく懲らしめる凶暴かつ獰猛なポケモンで、タンカーの金属さえ腐らせるほどの威力の猛毒を噴き出すため、ドラミドロの住む海域に迷い込んだ船は、二度と生きて戻れず海の藻屑と化すといわれている。頭の笠は光合成が可能であり、これによりドラゴンエネルギーを生み出している。何故かダダリンと仲がいい。進化前と同様泳ぎが苦手でナミイルカに負けるほどなので、藻屑に紛れて近づき毒攻撃で動けなくする。
『X・Y』では四天王のドラセナ、『オメガルビー・アルファサファイア』では四天王のゲンジ、「スカーレット・バイオレット」では四天王兼アカデミー教師のハッサクとスター団のシュウメイが使用する。

## ウデッポウ
| 分類: みずでっぽうポケモン | タイプ: みず     | 高さ: 0.5m   | 重さ: 8.3kg        |
| 特性: メガランチャー       | かくれ特性: なし | 進化前: なし | 進化後: ブロスター |

水色のテッポウエビのような姿のポケモン。大きく発達した右の鋏から高圧の体内ガスの爆発でピストルの如く圧縮した水を発射し、獲物を打ち落とす。その威力は至近距離では岩をも砕く。鋏は取れても再生する。右の鋏から水を噴き出す事で移動するが、バランスが悪いので真っすぐ泳ぐのは苦手。その中身はガラルでは珍味として人気があるが、癖が強いので好みは分かれる。
アニメでは水族館の館長・ルダン（声 - 鈴木清信）のポケモン。

## ブロスター
| 分類: ランチャーポケモン | タイプ: みず     | 高さ: 1.3m         | 重さ: 35.3kg |
| 特性: メガランチャー     | かくれ特性: なし | 進化前: ウデッポウ | 進化後: なし |

ウデッポウの進化形。右の鋏がより巨大に発達し、胴体を遥かに上回るサイズにまで達した。この鋏から撃ち出される体内ガスと水を圧縮して発射した砲弾はタンカーの船体すら貫いてしまうという。その体内ガスと水の推進力を利用して60ノットで泳ぐことができる。鋏に付いている触角は獲物の位置を感知するセンサー。
『X・Y』では四天王のズミが先発で使用する。「スカーレット・バイオレット」ではジムリーダーのハイダイが再戦時に使用。
アニメではショータのポケモン。

## エリキテル
| 分類: はつでんポケモン         | タイプ: でんき/ ノーマル | 高さ: 0.5m   | 重さ: 6.0kg        |
| 特性: かんそうはだ/ すながくれ | かくれ特性: サンパワー   | 進化前: なし | 進化後: エレザード |

エリマキトカゲのような姿のポケモン。頭の両脇にあるひだを広げて太陽の光を浴びることで発電でき、パワフルな電気技を出せるようになる。発電さえすれば何も食べなくても平気だが、邪魔されるとストレスで弱ってしまう。
『ポケットモンスター ベストウイッシュ』ではパンジーのポケモンとしてゲームよりも先に登場した。声優は藤村知可。

## エレザード
| 分類: はつでんポケモン         | タイプ: でんき/ ノーマル | 高さ: 1.0m         | 重さ: 21.0kg |
| 特性: かんそうはだ/ すながくれ | かくれ特性: サンパワー   | 進化前: エリキテル | 進化後: なし |

エリキテルの進化形。エリキテルにたいようのいしを使うことで進化する。エリマキトカゲのような姿になり、襟巻の部分から上は黒くなっている。エリマキを広げることで太陽の光を浴びて発電し、その発電量は1匹で高層ビルに必要な電力を賄えるほどである。電気で筋肉を刺激すると100mを5秒で走り抜ける事が出来、水の上を走るのも朝飯前。かつては滅びた砂漠の国で大事にされており、ガラル地方にはその財宝と共にやって来たらしい。
『X・Y』ではミアレシティジムリーダー・シトロンが切り札として使用する。

## チゴラス
| 分類: ようくんポケモン | タイプ: いわ/ ドラゴン | 高さ: 0.8m   | 重さ: 26.0kg       |
| 特性: がんじょうあご   | かくれ特性: がんじょう | 進化前: なし | 進化後: ガチゴラス |

1億年前に生息していた古代のポケモンで、ティラノサウルスの子供のような姿をしている。気性が荒くわがままな性格で、気に入らないことがあると癇癪を起して暴れる。大あごでの噛みつきで自動車をも壊すことができる。一方で甘えん坊でじゃれてくる事もあるが、じゃれられた相手は大怪我どころでは済まない。実は当時と同じ姿ではないと言う説もある。
『X・Y』では、ジムリーダーのザクロが切り札として使用する。アニメでも切り札として使われ、サトシのケロマツとヤヤコマを倒したが、最後にピカチュウに敗れた。短編映画では、「りゅうのいぶき」を鼻から放つ場面がある。甘えん坊で人懐っこい性格の別個体が登場、ユリーカを気に入った。声優は三木眞一郎。

## ガチゴラス
| 分類: ぼうくんポケモン | タイプ: いわ/ ドラゴン | 高さ: 2.5m       | 重さ: 270.0kg |
| 特性: がんじょうあご   | かくれ特性: いしあたま | 進化前: チゴラス | 進化後: なし  |

チゴラスの進化形。進化して体格が大きくなり、よりティラノサウルスをイメージさせる姿になった。首の体毛も多くなって襟巻のようになっている。実は正しく復元された姿ではないとされ、本来は身体中を体毛が覆っていたのではないかという意見もある。大きなあごは、分厚い鉄板さえも紙のように簡単に噛みちぎることができる。この大あごで、1億年前の世界では恐竜時代の王者として君臨し、ガチゴラスに敵うものがい無かったといわれるほどの強さを誇っていた。一方、元々天敵が少なかったためか警戒心が弱く、特に寝ているときが無防備である。
『X・Y』ではチャンピオンのカルネが使用する他、ショウヨウシティジムリーダーのザクロが初戦時のチゴラスから進化する形でバトルシャトーでの再戦時に使用する。『オメガルビー・アルファサファイア』では伝承者のヒガナが使用する。他に「ソード・シールド」ではシャクヤがマックスレイドバトルやダイマックスアドベンチャーでサポートトレーナーとして登場する際に使用する。
アニメではユリーカがこのパジャマを着ている。実物は甘えん坊のチゴラスが進化して初登場したが、後でゲットできないことが判明したためユリーカと別れることになった。声優は三木眞一郎。
ゲーム『ソード・シールド』のストーリーを基にしたWEBアニメ『薄明の翼』では特別編（通算第8話）にてカンムリ雪原に向かう電車の窓に映っていたポケモンとしてカブトプスとアマルルガと共にシルエットの状態で登場。

## アマルス
| 分類: ツンドラポケモン | タイプ: いわ/ こおり   | 高さ: 1.3m   | 重さ: 25.2kg       |
| 特性: フリーズスキン   | かくれ特性: ゆきふらし | 進化前: なし | 進化後: アマルルガ |

1億年前、寒冷地に生息していた古代のポケモンで、水色のアマルガサウルスのような姿をしている。頭には一対のヒレが生えており、このヒレは感情によって色を変える。体の側面には菱形の結晶があり、ポケリフレでこの部分を触ると手が凍りつく。穏やかな生活を好み、ガチゴラスやラムパルドやプテラなどの居ない寒冷地に群れを作り住んでいたという。嘶くとオーロラが発生すると言われている。今の環境には適応しきれておらず、長生きは出来ないとされている。アマルルガ同様、進化前であるアマルスも氷漬けの状態で発見されることがある。
『X・Y』では、ジムリーダーのザクロが最初に繰り出すポケモンである。

## アマルルガ
| 分類: ツンドラポケモン | タイプ: いわ/ こおり   | 高さ: 2.7m       | 重さ: 225.0kg |
| 特性: フリーズスキン   | かくれ特性: ゆきふらし | 進化前: アマルス | 進化後: なし  |

アマルスの進化形。体格が大きくなり、首のひれが大きくなっている。マイナス150度の冷気を操る力を持ち、冷気で敵を攻撃したり、氷の壁を作って敵からの攻撃を防ぐ。吠えると夜空にオーロラが現れるという。普段はとても温順しく優しい性格だが、一度怒りに駆られるとその猛烈な冷気を吹き出し、辺り一面を氷漬けにしてしまう。氷山の中に当時のままの姿のアマルルガが氷漬けで発見されたことがあり、この事から化石ではなく当時の姿で復元されたポケモンとしては極めて希少である事が示唆されている。
『X・Y』ではチャンピオンのカルネが使用する。
ゲーム『ソード・シールド』のストーリーを基にしたWEBアニメ『薄明の翼』では特別編（通算第8話）にてカンムリ雪原に向かう電車の窓に映っていたポケモンとしてカブトプスとガチゴラスと共にシルエットの状態で登場。

## ニンフィア
| 分類: むすびつきポケモン | タイプ: フェアリー           | 高さ: 1.0m       | 重さ: 23.5kg |
| 特性: メロメロボディ     | かくれ特性: フェアリースキン | 進化前: イーブイ | 進化後: なし |

指宿市に設置されたニンフィアのマンホール

イーブイの進化形の一つで、『X・Y』初出のポケモンでは唯一の既存のポケモンの進化形。イーブイにフェアリータイプの技を覚えさせ、なかよし度を一定以上にする事で進化する。
体色はピンクで目は青いが、色違いの場合この配色が逆になる。耳は長く立っており、首と左耳には蝶ネクタイのような器官があり、首の後ろにリボンのような触角を持つ。この触角から気持ちを和らげる波動を送りこんで戦いをやめさせ、大好きなトレーナーの腕にこの触角を巻きつけて一緒に歩く。少女のような外見だが、♂の方が7倍多い。可憐で優雅な外観とは裏腹に、触角から敵意を削ぐ波動を放ち獲物を油断させた状態で鋭い技で急所を狙い襲い掛かったり、戦いとなれば自分の何倍も体格差が有るドラゴンポケモンにも一切怯まず飛び掛かる等、好戦的な一面も見られる。また、ガラル地方では恐ろしいドラゴンポケモンを美しいニンフィアが退治する童話が残っている。
トレーナーでは『X・Y』でクノエシティジムリーダーのマーシュがエースポケモンとして使用し、他に「ソード・シールド」でジムリーダーのビート、「スカーレット・バイオレット」でポケモントレーナーのボタンが使用(フェアリータイプへのテラスタルを行う)。
2013年の短編映画『ピカチュウとイーブイ☆フレンズ』ではゲームに先駆けて登場。この時の声優は特別出演の中川翔子。アニメ『XY』では第12話でゲストキャラであるプルミエ（声 - 寺崎裕香）の手持ちポケモンとして登場。こちらの声優は西村ちなみ。また『XY＆Z』では第12話でセレナのイーブイが進化した姿として登場。こちらの声優はかないみか。
アプリゲーム『ポケモンマスターズEX』ではゲーム『X・Y』の本編と同じくマーシュ（声 - 上田瞳）が使用する他、『スカーレット・バイオレット』の本編と同じくボタン（声 - 福圓美里）が使用。
読売新聞の連載ポケモン四字熟語では、『平和共存・へいわきょうぞん』が、ニンフィアを紹介するキャッチフレーズとして用いられた。
対戦では、ノーマル技をフェアリー技に変化させ、タイプ一致補正をかけたあと、威力を1.3倍にする特性「フェアリースキン」と癖のないノーマル技「ハイパーボイス」で大暴れした。ハイパーボイスは範囲攻撃のため、特にダブル・トリプルで猛威をふるった。特にトリプルバトルでは使用率上位の常連で、トリプルの神とまで呼ばれている。ファイアローと合わせて格闘タイプを駆逐した。

## ルチャブル
| 分類: レスリングポケモン   | タイプ: かくとう/ ひこう | 高さ: 0.8m   | 重さ: 21.5kg |
| 特性: じゅうなん/ かるわざ | かくれ特性: かたやぶり   | 進化前: なし | 進化後: なし |

鳥を擬人化したようなポケモンで、覆面レスラーを連想させる顔つきをしている。比較的小柄だが、カイリキーやハリテヤマとも互角に戦えるほどのテクニックの持ち主。関節技も得意。翼で空中に飛びあがって姿勢をコントロールし、防御し辛い相手の頭上から攻撃する。ただし、必殺技を決める前のアピールが長すぎるため、相手が行動に移り自分も反撃される危険に晒すほどの大きな隙を作ってしまう。ルチャブルだけが持つ技「フライングプレス」は攻撃時、かくとうタイプに加えてひこうタイプも併せ持つ物理攻撃技のため、相手のタイプの組み合わせによって倍率計算が複雑になる（ダイマックス時は通常の「ダイナックル」になる）。群れは作らない習性で、集団で行動するオコリザルとは天敵でよく争う。
『X・Y』ではシャラシティジムリーダーのコルニがジム戦で切り札にしている他、チャンピオンのカルネも先発として使用。そのほか「ウルトラサン・ウルトラムーン」の四天王カヒリや、「ソード」のジムリーダーのサイトウが使用する。「スカーレット・バイオレット」ではアカデミー教師のキハダが使用する。また「ウルトラサン・ウルトラムーン」のシナリオ序盤の2番道路のポケモンセンターでNPCと交換して手に入る個体(ニックネーム:オーガー)は、ある意味では救済措置に近い強力な攻略要員となっている。
アニメ版『XY』ではサトシのポケモンとして登場。声優は三木眞一郎。詳細はサトシのポケモン (XY)を参照。ジムリーダー・サイトウのポケモンとしても登場、二度に渡りサトシのカモネギ（ネギガナイト）に勝利したが、ピカチュウに敗北した。声優は岩崎諒太。

## デデンネ
| 分類: アンテナポケモン       | タイプ: でんき/ フェアリー | 高さ: 0.2m   | 重さ: 2.2kg  |
| 特性: ほおぶくろ/ ものひろい | かくれ特性: プラス         | 進化前: なし | 進化後: なし |

ネズミのような姿をしたポケモン。これまでのパチリスやエモンガと同じようにピカチュウに類似した、頬に電気袋を持つ可愛い電気ポケモンというコンセプトを受け継いでいるが、色や姿はどちらかといえばライチュウに似ている。頬に生えたひげがアンテナの役割をしており、電波を送受信して、離れたところにいる仲間とコミュニケーションをとる。しっぽを発電所や民家のコンセントに差し込んで電気を吸い取り、髭から電気を撃ち出して攻撃する。住民の電気消費量に対して料金が余りにも高い場合、大抵はデデンネの仕業といわれている。これはバチュルと同様に電気を生み出す力が弱いからで、時には他の電気ポケモンからも電気を盗む。
アニメ版『XY』ではシトロンにゲットされ、その妹のユリーカにキープされている。声優は佐藤恵。
『大乱闘スマッシュブラザーズ for Nintendo 3DS / Wii U』では、「モンスターボール」から登場。その場で宙に浮かび、ほうでんで周囲を攻撃する。

## メレシー
| 分類: ほうせきポケモン | タイプ: いわ/ フェアリー | 高さ: 0.3m   | 重さ: 5.7kg  |
| 特性: クリアボディ     | かくれ特性: がんじょう   | 進化前: なし | 進化後: なし |

体に鉱物がついたポケモン。地下奥深くの高温高圧の環境下で生まれ、それから数億年間は眠っているといわれる。洞窟を掘ると出てくることがある。頭の宝石から高エネルギーのビームを放つ。仲間同士で白い綿状のヒゲを使って互いの身体を磨きあう。洞窟の中で、野生のダンゴロやイシツブテなどと硬さ比べという遊びをする。体に宝石がついているため、ヤミラミやガバイトから狙われている。さほど珍しいポケモンではないが、女性から人気らしい。地底の奥深くにはメレシーの群れとその女王が暮らす国や、メレシーが沢山眠る鉱脈があると言う。
また、『スカーレット・バイオレット』ではパルデア地方本土では野生で登場しないのにもかかわらず、何故か『ポケモンHOME』から連れてくることが可能。その後キタカミの里やゼロの大空洞で野生出現する。
『オメガルビー・アルファサファイア』ではチャンピオンのダイゴが再戦時に使用。「サン・ムーン」ではしまクイーン兼四天王のライチが使用する。
アニメではXY＆Z編30話に登場。映画「破壊の繭とディアンシー」ではディアンシーを守る4匹のボディーガードとして登場。それぞれ耳やひげの形が微妙に異なり、ダイイ（声 - 飯塚昭三）・マジマ（声 - 佐藤健輔）・ナイト（声 - 中川剛）・ジョーク（声 - 三宅健太）と呼ばれている。

## ヌメラ
| 分類: なんたいポケモン           | タイプ: ドラゴン     | 高さ: 0.3m   | 重さ: 2.8kg      |
| 特性: そうしょく/ うるおいボディ | かくれ特性: ぬめぬめ | 進化前: なし | 進化後: ヌメイル |

丸いナメクジのような姿をしたポケモン。ドラゴンポケモンの一種であるが、世界一弱いドラゴンだといわれている。体の殆どが水分で、全身がぬめぬめとした粘液で覆われており、これは外敵の攻撃を滑らせて受け流す効果がある。体表を覆う粘液が乾くと呼吸が出来なくなり死んでしまうので、粘液の乾かないジメジメとした暗く湿度の高い環境を好む。粘膜は雑菌だらけなので触れたらしっかりと手で洗う必要が有る。頭部の角は五感の全てを賄う優れた感覚器官となっており、空気の動きで危険を感じ取る。また、このツノを握られるとショックで動けなくなってしまう。
アニメ版『XY』ではサトシのポケモンとして登場。声優は赤﨑千夏（進化後のヌメイルも担当）。

## ヌメイル
| 分類: なんたいポケモン           | タイプ: ドラゴン     | 高さ: 0.8m     | 重さ: 17.5kg       |
| 特性: そうしょく/ うるおいボディ | かくれ特性: ぬめぬめ | 進化前: ヌメラ | 進化後: ヌメルゴン |

ヌメラの進化形。前脚を持つカタツムリのような姿をしたドラゴンポケモン。緑色の大きな目を持つが視覚は退化していて有しておらず、代わりに4本の触角が進化前と同様高精度の感覚器官として発達しており、敏感に音やにおいを感じ取ることができる。防衛手段として全身の粘液に強力な溶解液を混ぜて分泌することができ、ヌメイル自身以外のあらゆるものを溶かしてしまう為、触る際は手袋をする必要が有る。その結果、弱くても捕食されずに生き続けて来た。現実のカタツムリ同様、渦状の突起は内臓が詰まっている他、小さな脳も詰まっている。食事と敵から逃げる事しか考えておらず、餌と仲間の区別が曖昧であり、仲良くなっても平気で溶かし喰らおうとする事が有る。
リージョンフォーム
分類：マイマイポケモン、タイプ：はがね・ドラゴン、高さ：0.7m、重さ：76.8kg、特性：そうしょく・ぼうじん。ヒスイ地方のヌメイルの姿。鋼鉄の殻が付いたことでより、カタツムリらしい外見になった。これはヒスイ地方の水に含まれる鉄分が皮膚の粘液にくっつき殻に変化したと考えられている。性格は陰気。

## ヌメルゴン
| 分類: ドラゴンポケモン           | タイプ: ドラゴン     | 高さ: 2.0m       | 重さ: 150.5kg |
| 特性: そうしょく/ うるおいボディ | かくれ特性: ぬめぬめ | 進化前: ヌメイル | 進化後: なし  |

ヌメイルが進化したポケモン。Lv50以上のヌメイルがレベルアップした時に天気が雨の状態だと進化する。腹足類のような姿だったヌメラ・ヌメイルから一変し、四肢を有して後脚で直立するドラゴンの姿をしている。粘液で全身が覆われているのは進化前と同様である。
世界一弱いとされたヌメラとは違って強力なポケモンへと進化しており、伸縮する触角による打撃はプロボクサーのパンチの100倍もの威力があり、岩石を粉砕できるという。一方、性質は非常に人懐っこく、トレーナーによくじゃれ付いてくるが、全身粘液まみれのため意図しなくともトレーナーをベタベタにしてしまう。あまり賢くないのかトレーナーの命令に対してキョトンとしてしまう事があるが、その様子も可愛いと人気。一方で、怒り出すと手がつけられなくなるほど暴れ回り、ダンプカーを撥ね飛ばすほどの尻尾を振り回す。
『X・Y』ではサナとチャンピオンのカルネ、『オメガルビー・アルファサファイア』では伝承者のヒガナ、「ソード・シールド」ではジムリーダーのキバナ、「スカーレット・バイオレット」ではチャンピオンのネモやアカデミー教師のサワロといった実力者が使用する。
リージョンフォーム
分類：からこもりポケモン、タイプ：はがね・ドラゴン、高さ：2.7m、重さ：641.5kg、特性：そうしょく・ぼうじん。ヒスイ地方のヌメルゴンの姿。進化したことで殻が大きくなり、尻尾が覆われた。また、殻の中に全身を丸ごと収めることで身を守る。バトルの際は殻身体の剛軟を自在に操る。孤独を嫌い、自分を好ういた者が離れると怒り荒ぶる。
アニメ版『XY』ではサトシのポケモンとして登場。故郷と仲間を守るためサトシと別れ、カロスリーグで一時復帰した。声優はうえだゆうじ。

## クレッフィ
| 分類: かぎたばポケモン | タイプ: はがね/ フェアリー | 高さ: 0.2m   | 重さ: 3.0kg  |
| 特性: いたずらごころ   | かくれ特性: マジシャン     | 進化前: なし | 進化後: なし |

鍵にリングがくっついたキーホルダーのような姿をしている。鍵を集める習性があり、性質は穏やかだが外敵に襲われた時は鍵を鈴のように鳴らして威嚇する。気に入った鍵は手放さないため、防犯のために金庫の鍵を持たせる人もおり、これは昔の貴族から代々引き継がれている。ただし合鍵は好まず集めるのはマスターキーのみ。鍵好きが災いし、鍵を手に入れるために民家に忍び込むこともあり、空き巣を防ぐはずが逆に空き巣を働いてしまうという一面もある。頭のツノを金属の隙間に入れて金属イオンを吸い、吸い取った鍵はすぐ捨てるが、お気に入りは何十年も持ち続ける。外見も鍵に似ているのは、好き過ぎて真似ているだけ。かつては鉱山に生息していたが、餌の鉱物が減って来たので人里に現れるようになったとされる。
「X・Y」ではサナが使用する他、四天王のガンピが先発として使用する。他にも「サン・ムーン」ではキャプテンのマツリカが「ウルトラサン・ウルトラムーン」では四天王のマーレインが先発として使用する。「スカーレット・バイオレット」ではスター団のオルティガが再戦時に先発として使用する。
2014年の短編映画『ピカチュウ、これなんのカギ?』にも登場。アニメ版『XY』ではピエールのポケモンとして登場。また『サン&ムーン』ではメルタンのナットにされかけた野生の別個体が、『2019年版』ではゲームと同様に四天王のガンピのポケモンとして登場している。

## ボクレー
| 分類: きりかぶポケモン           | タイプ: ゴースト/ くさ | 高さ: 0.4m   | 重さ: 7.0kg        |
| 特性: しぜんかいふく/ おみとおし | かくれ特性: しゅうかく | 進化前: なし | 進化後: オーロット |

腐った切り株に魂が宿ったポケモン。人気のない森に住む。森でさまよい死んだ子供の魂が宿ったともいわれる。人間の子供の声を真似て大人を森の中へ誘い迷い込ませる。これは自分の仲間を増やそうとしている為。緑の葉っぱは煎じて飲むと万病に効くと言う言い伝えがある。悲鳴の様な不気味な声で鳴く。
アニメでは通常色の個体の他にも色違いの白い個体が登場。

## オーロット
| 分類: ろうぼくポケモン           | タイプ: ゴースト/ くさ | 高さ: 1.5m       | 重さ: 71.0kg |
| 特性: しぜんかいふく/ おみとおし | かくれ特性: しゅうかく | 進化前: ボクレー | 進化後: なし |

ボクレーが進化したポケモン。進化前とは一転し、ヨノワールのような単眼になり、頭や腕に葉を茂らせた樹木のような姿をしている。脚のように伸びる6 本の根っこを神経の代わりにして他の木々を操る能力を持つ。操っている樹木やオーロット自身に住みついているポケモンやオーロットに認められた者には親切だが、森を荒らすものは相手を対象に生涯にわたってその森を封鎖し、時には最後に呪い殺すという。ボクレーとオーロットの専用技「もりののろい」は、対象に一時的にくさタイプを追加する変化技。
アニメではサトシを攫うも誤解が解け、和解する。『サン&ムーン』では別個体の大柄で年老いたぬしポケモンが登場。現在は抜け殻の状態になっている。
第8シリーズの第72話にて野生の個体が登場。ドットとサザレを森に侵入してきたと察し「あやしいひかり」で襲うも、ウェルカモとガーディ（ヒスイのすがた）の連携によって技を防がれ、そのままウェルカモの「エアカッター」を食らい逃亡した。

## バケッチャ
| 分類: かぼちゃポケモン       | タイプ: ゴースト/ くさ | 高さ: 本文参照m | 重さ: 本文参照kg   |
| 特性: ものひろい/ おみとおし | かくれ特性: ふみん     | 進化前: なし    | 進化後: パンプジン |

成仏できなかった魂がカボチャに乗り移ったジャック・オー・ランタンの様なポケモン。その魂を死者の世界へ運ぶと言われている。ヘタに顔がついている。同じバケッチャでも様々な大きさのものがいて、ゲーム中では小サイズ（高さ0.3m、重さ3.5kg）、中サイズ(高さ0.4m、重さ5.0kg)、大サイズ（高さ0.5m、重さ7.5kg）、特大サイズ（高さ0.8m、重さ15.0kg）の4種類の大きさのものが確認されており、小さいほど素早さが高く、大きいほど攻撃と最大HPが上がる。また、パンプジンと共通で、特大サイズのみ鳴き声の音程が低い。それぞれの土地で彷徨う魂の数によって大きさが変化し、大きいサイズの個体程珍しい。また、体のサイズは遺伝する（パンプジンに進化しても同様）。サイズに合わせた人間の魂が大好物で、入れてあの世へ持って行く。カボチャの穴から照らしている光は見た人やポケモンを催眠状態にして操る力を持つ。
アニメ『XY』では、ムサシの手持ちポケモンとして登場。声優は佐藤恵。後にパンプジンに進化している。

## パンプジン
| 分類: かぼちゃポケモン       | タイプ: ゴースト/ くさ | 高さ: 本文参照m    | 重さ: 本文参照kg |
| 特性: ものひろい/ おみとおし | かくれ特性: ふみん     | 進化前: バケッチャ | 進化後: なし     |

バケッチャの進化形。カボチャのヘタにあたる部分が伸びて髪の毛の様な腕が生え、胴体のカボチャの表情も変わった。新月の夜に歌いながら街中をさまよい、その歌を聴くと呪われるといわれている。髪の毛の様な腕で獲物を締め付け、苦しむ様子を見ながら楽しそうに歌う。バケッチャ同様にさまざまな大きさのものがいて、ゲーム中では小サイズ（高さ0.7m、重さ9.5kg）、中サイズ（高さ0.9m、重さ12.5kg）、大サイズ（高さ1.1m、重さ14.0kg）、特大サイズ（高さ1.7m、重さ39.0kg）の4種類の大きさのパンプジンが確認されており、やはりそれぞれで一部ステータスが異なる。小さいパンプジンは子供のふりをして大人を、大きいパンプジンは大人のふりをして子供を、そして特大のパンプジンは力ずくで相手をあの世へ連れていく。
バケッチャとパンプジン専用の技「ハロウィン」は、対象1体に一時的にゴーストタイプを追加するというもの。
ゲーム『X・Y』では、チャンピオンのカルネが使用している。アニメ『XY』では、ムサシの手持ちポケモンとしてバケッチャから進化したものが引き続き登場。声優は伊東みやこ。

## カチコール
| 分類: ひょうかいポケモン       | タイプ: こおり         | 高さ: 1.0m   | 重さ: 99.5kg       |
| 特性: マイペース/ アイスボディ | かくれ特性: がんじょう | 進化前: なし | 進化後: クレベース |

流氷が浮かぶ海や万年雪に覆われた山で群れを作って暮らしている流氷の様な外見のポケモン。摂氏マイナス100度を超える冷気を操り、全身を覆う強固な氷で身を防ぎながら戦う。クレベースの平らな背中で滑って遊ぶのが好きだが、自分の足とクレベースの背中を凍らせて固定し、じっとすることもある。セビエとは仲が悪く、出くわすとよく喧嘩する。また、セビエに似ているポケモンであれば襲う性質であり、逆にセビエに似ていなければ襲わない。
アニメではジムリーダー・ウルップのポケモンで5匹のうちの1匹が使用された。「こごえるかぜ」で素早さをさげ「かくばる」で攻撃力を上げてからの「こうそくスピン」でピカチュウを追い詰めたものの、体温で素早さの戻ったピカチュウの「アイアンテール」に敗北。声優は伊瀬茉莉也。

## クレベース
| 分類: ひょうざんポケモン       | タイプ: こおり         | 高さ: 2.0m         | 重さ: 505.0kg |
| 特性: マイペース/ アイスボディ | かくれ特性: がんじょう | 進化前: カチコール | 進化後: なし  |

カチコールの進化形。鋼鉄のように固い氷でできた体を持つ、航空母艦のような胴体に四肢が生えたポケモンで、平べったい背中に複数のカチコールを載せて暮らす。その巨体で障害物を押しつぶしながら移動する。カチコールと同じく流氷に紛れて海に浮かんで泳ぐことができ、「なみのり」も覚える。背中のクレバスのような亀裂は日中の活動で徐々に深くなってゆくが、一晩眠れば真っ平らに戻る。よくハルクジラと出くわすが、争わないようにやり過ごしている。
『X・Y』では、エイセツシティジムリーダーのウルップが切り札として使用する。「スカーレット・バイオレット」ではトップチャンピオンのオモダカが使用する。
背中が広く平らなためか、『オメガルビー・アルファサファイア』では秘密基地のグッズとしてクレベースをモチーフとした大きなテーブルがある。
アニメでもウルップが切り札として使用。持ち前のタフさと重量を生かした戦法で一度はサトシを負かしたものの、再戦で敗れる。声優は最上嗣生。
第8シリーズでは第35話にてポケモンハンターのボス・お嬢（声 - 伊瀬茉莉也）のポケモンとして登場。檻の中にいたポケモンたちに「ふぶき」で攻撃するも、フリードの作戦により上空からキャプテンピカチュウの「かみなりパンチ」を食らい敗北。その後、お嬢や部下のハンターたちもろとも逮捕されてしまった。
ヒスイのすがた
高さ：1.4m、重さ：278.6kg、タイプ：こおり・いわ、特性：がんじょうあご・アイスボディ。
ヒスイ地方のクレベースの姿。体の表面が岩のようにゴツゴツしたいかつい外見だが、大きさは原種よりやや小ぶりになっている。下顎を覆う装甲は氷が固まって出来たもの。この装甲は鋼より固く、除雪車のように深雪をかき分け岩石を砕きながら山道を移動する。

## オンバット
| 分類: おんぱポケモン       | タイプ: ひこう/ ドラゴン | 高さ: 0.5m   | 重さ: 8.0kg        |
| 特性: おみとおし/ すりぬけ | かくれ特性: テレパシー   | 進化前: なし | 進化後: オンバーン |

コウモリのような姿を持つポケモン。スピーカーの形をした耳からどんな屈強なプロレスラーも眩暈を催すほどの約200kHzの超音波を放ち、仲間同士で会話したり、獲物への攻撃手段に用いる。好物とする果物の熟れ具合を調べることも可能。真っ暗な洞窟を棲家としている。カジッチュを木の実と間違える。
アニメ版『XY』ではサトシのポケモンとして登場し、後にオンバーンに進化する。声優は寺崎裕香が担当。

## オンバーン
| 分類: おんぱポケモン       | タイプ: ひこう/ ドラゴン | 高さ: 1.5m         | 重さ: 85.0kg |
| 特性: おみとおし/ すりぬけ | かくれ特性: テレパシー   | 進化前: オンバット | 進化後: なし |

オンバットが進化したポケモン。いかつい顔とスピーカーのような耳、コウモリのような翼を持った翼竜（ワイバーン）の姿をしている。耳から巨大な岩石を砕く程の超音波を出すことができ、月明かりすらない闇夜はもちろん、暗闇でも飛び回ることが出来る。サザンドラですら恐れるほど血の気が多く残忍で近づくもの全てに襲い掛かる習性を持つが、大好物の果物を食べると掌を返した様に急に人懐っこくなる。
カイリューやボーマンダなど他の同タイプはドラゴン/ひこうであるが、オンバーンと、その進化前のオンバットはひこう/ドラゴンと順序が逆になっており、ポケモンの複数タイプでひこうが先になるのは今作が初である。
『X・Y』では四天王のドラセナ、『オメガルビー・アルファサファイア』では伝承者のヒガナ、「ウルトラサン・ウルトラムーン」ではライバルのハウ、「スカーレット・バイオレット」では四天王およびアカデミー教師のハッサクが先発として使用する。
アニメ『ポケットモンスター ベストウイッシュ シーズン2 デコロラアドベンチャー』において、パンジーの手持ちとして先行登場した。声優は古島清孝。
『XY&Z』では、サトシのオンバットから進化する形で登場。声優は三宅健太。詳細はサトシのポケモン (XY)#オンバーンを参照。

## ゼルネアス
| 分類: せいめいポケモン | タイプ: フェアリー | 高さ: 3.0m   | 重さ: 215.0kg |
| 特性: フェアリーオーラ | かくれ特性: なし   | 進化前: なし | 進化後: なし  |

イベルタルと対をなすカロス地方の伝説のポケモン。鹿のような角が生えた姿をしており、真正面から見るとその角と前脚でアルファベットのXに見える。1000年の寿命が尽きる時、その生命を周りに与えるポケモンと言われている。800年ほど前にカロス地方に現れ、その生命を分け与え、現在は枯れ木のような姿になって眠っているとされる。
『X』のパッケージを飾り、生命を司るポケモンで、フレア団の最終兵器にて遭遇する。『ブラック・ホワイト』のレシラム、ゼクロム同様に捕獲しない限り先に進めず、捕獲後のフラダリ戦は任意でゼルネアスがトップバッターになる。また、パソコンの30ボックス全てがいっぱいの状態でも捕獲した時点で自動的に31番目のボックスが作られる為、捕獲せずに進める事は絶対に不可能となっている。
『ウルトラサン』では「にちりんのさいだん」からウルトラワープライドで行ける「ウルトラスペースゼロ 平地の世界」に出現。『ソード』では有料追加コンテンツ(エキスパンション・パス)「冠の雪原」のマックスダイ巣穴を調査する『ダイマックスアドベンチャー』に出現。
戦闘時と非戦闘時では角の色や形が違う。
アクティブモード
戦闘中の姿。角は黄色く先端が二股に分かれており、小さい角の色は内側から紫、青、赤、オレンジ。角の下側の宝石は淡い色だがやはり内側から紫、青、赤、黄色の順。
リラックスモード
戦闘中でないときの姿。角は水色で先は分かれていない。また、宝石の色は全て濃い青色。
専用特性の「フェアリーオーラ」はバトルに出ているポケモン全員のフェアリータイプの技が強くなる。専用技は「ジオコントロール」。1ターン目で力を溜め、2ターン目にとくこう、とくぼう、すばやさを2段階上げる。
映画『破壊の繭とディアンシー』に登場。声優は特別出演の三田佳子。
『大乱闘スマッシュブラザーズ for Nintendo 3DS / Wii U』では、「モンスターボール」から登場。その場でジオコントロールを使用し、全ファイターのふっとばし力を上昇させる。

## イベルタル
| 分類: はかいポケモン | タイプ: あく/ ひこう | 高さ: 5.8m   | 重さ: 203.0kg |
| 特性: ダークオーラ   | かくれ特性: なし     | 進化前: なし | 進化後: なし  |

ゼルネアスと対をなすカロス地方の伝説のポケモン。怪鳥のような姿をしており、翼と尻尾を広げたその姿はアルファベットのYのように見える。1000年の寿命が尽きる時、自分のエネルギーを蓄えようとして周りの魂を吸い取るポケモンと言われている。800年ほど前にカロス地方に現れ、周囲の人間たちから魂を吸い、現在はマユのような姿になって眠っているとされる。
『Y』のパッケージを飾り、破壊を司るポケモンで、フレア団の最終兵器にて遭遇する。『ブラック・ホワイト』のレシラム、ゼクロム同様に捕獲しない限り先に進めず、捕獲後のフラダリ戦も任意でイベルタルがトップバッターになる。また、パソコンの30ボックス全てがいっぱいの状態でも捕獲した時点で自動的に31番目のボックスが作られる為、捕獲せずに進める事は絶対に不可能となっている。
『ウルトラムーン』では「がちりんのさいだん」からウルトラワープライドで行ける「ウルトラスペースゼロ 崖の世界」に出現。『シールド』では有料追加コンテンツ(エキスパンション・パス)「冠の雪原」のマックスダイ巣穴を調査する『ダイマックスアドベンチャー』に出現。
専用特性の「ダークオーラ」はバトルに出ているポケモン全員のあくタイプの技が強くなる。専用技は相手の命を吸い、石に変えてしまったり、木を枯らしたりしてしまう「デスウイング」。与えたダメージの半分以上を回復する。
映画『破壊の繭とディアンシー』に登場。なお、映画としてロケット団一同・その他のポケモン・イリス・ライオット・大昔の人物であるジャン（声 - 大原崇）の恋人アイラ（声 - 赤﨑千夏）らが必殺技のデスウイングを受けて石化されてしまう。また、サトシのピカチュウにも尻尾の部分に受けて石化してしまうが、伝説のポケモンのゼルネアスの命を齎す能力で無事に石化された人間やポケモンなどが復活した。(大昔の人物であるアイラは石化したまま)。

## ジガルデ
| 分類: ちつじょポケモン                 | タイプ: ドラゴン/ じめん | 高さ: 5.0m   | 重さ: 305.0kg |
| 特性: オーラブレイク/ スワームチェンジ | かくれ特性: なし         | 進化前: なし | 進化後: なし  |

カロス地方の伝説のポケモン。その身体は後述の「ジガルデ・コア」を中心に各地に無数に散らばる『ジガルデ・セル』が結合した集合体である群体生物のようなポケモンであることが判明している。
秩序を司るポケモンで、普段は洞窟の奥深くから世界を監視しているが、世界の生態系を乱すものが現れると洞窟より出てその力を行使するとされる。なお、生息する「終の洞窟」は「昔怪物が出現した」と言う理由で閉鎖されているが、それがこのジガルデのことだったのかは不明。
『X・Y』にて殿堂入り後、終の洞窟の通行止めをされていた最奥で遭遇できる。Lvは70。『ウルトラサン・ウルトラムーン』では「エンドケイブ」に50％フォルムが出現。こちらのLvは60。専用技はじめんタイプの全体技「グランドフォース」。専用の特性「オーラブレイク」は、ゼルネアスとイベルタルのフェアリーオーラ・ダークオーラの効果を逆転し、これが出ている際の技の威力を弱めてしまうというもの。『ソード・シールド』では有料追加コンテンツ(エキスパンション・パス)「冠の雪原」のマックスダイ巣穴を調査する『ダイマックスアドベンチャー』に出現。
以下、50％フォルム以外は2015年9月15日に発表された新たな姿である。ゲーム中では『X・Y』及び『オメガルビー・アルファサファイア』では50%フォルムのみ登場し、『サン・ムーン』より他2フォルム及び、パーフェクトフォルムへのフォルムチェンジ条件である新特性・スワームチェンジが登場することが明かされた。さらにゲーム中に入手できる道具「ジガルデキューブ」により飛行タイプ・特性「ふゆう」のポケモンにも命中し地面に撃ち落とすじめんタイプの全体技「サウザンアロー」、相手の交代を防ぐじめんタイプの全体技「サウザンウェーブ」、同じターンに自分より前に技を出した相手の特性を消すドラゴンタイプの全体技「コアパニッシャー」という3種類の専用技を習得できる。
ジガルデ・コア
ジガルデの脳となる個体で、セルを統括する。コアは自我を持ち、別のコアや各地に散らばったセルとテレパシーで、コミュニケーションを取る。各地の生態系に異変が生じると、単独で行動する事がある。全身が黄緑色で、白い大きな左目を持ち、中心に赤い六角形の部分がある。さらに、『月刊コロコロコミック』2015年12月号の紙面の記事では、中心が青い個体の存在も確認されている（『XY&Z』第9話にも一瞬だけだが登場し、10話で（字幕放送にして確認すると）「コアB」と初めて表示された）。
『光輪の超魔神フーパ』終了後に流れた2016年映画の予告映像で初登場。
アニメ『XY&Z』内において2つの個体が登場し、うち1体をユリーカが「プニちゃん」と呼んでいる（ただし、字幕放送での表示は9話まで「ジガルデ・コア」のままであった）。グッズにおいての商品名においてもプニちゃんと表記されているものとジガルデ・コアと表記されているものに分かれている。声優はシトロン役の梶裕貴。
ジガルデ・セル
集合体となったジガルデを構成する「細胞」のようなもの。自我や意思は持たない。各地に無数に散らばっている。また、一切わざを使えないため、コアと共にポケモンと呼ぶべきなのか、研究者の間で議論が交わされている。
ジガルデ・10％フォルム
高さ：1.2m、重さ：33.5kg。ジガルデの緊急用の姿。黒と黄緑のドーベルマンのような姿をしている。緊急時に本体の50%フォルムからコアの1つが分離、必要最小限のセルでこの姿を取り、単独行動で対処に向かう。時速100キロを超える走力と、鋭い牙で敵を圧倒するが、コア1つで全体を統括する関係上、短時間しか形態を維持できない。
ゲーム中では『サン・ムーン』より登場し、50%フォルムと同様あらかじめフォルムチェンジを行った状態という位置付け。
ジガルデ・50％フォルム
高さ、重さともに上記参照。ジガルデの通常時の姿。黄緑色の大蛇のような姿をしており、仮面のような頭部に、背部にはクジャクの尾羽のような扇状のものがあり、身体の各所には時折白く発光する六角形の模様がある。
『X・Y』のゲーム発売以来、これまで知られていたジガルデの姿であり、他のフォルムの公表に合わせこの姿がこの名前だと言うことが判明した。緊急用の10%フォルム、戦闘用のパーフェクトフォルムに対し、通常監視者としての役割を果たす際の形態。
ジガルデ・100％(パーフェクト)フォルム
高さ:4.5m、重さ:610.0kg。ジガルデの真の姿で、コアが各地に散らばるセルをすべて集め、結合する事で形成された完全体。各地の生態系のバランスを壊す者を制圧する時や、50％フォルムでは対抗できずフルパワーで戦う必要があると判断した場合にのみこの姿になる。その力はゼルネアスやイベルタルをも上回るという。
黒い巨大な人型の姿をしており、両肩には地面まで届く2対の長いマント状の翼（右に青、左に赤の配色と模様がある）、及び下半身（背部）からは50％フォルムと同じような形の長い尻尾が垂れている。胸は50％フォルムの頭部のようなデザインで、後述のアニメのビジュアルによると胸の口も開くという。脳であるコアは翼と尻尾それぞれに存在しており、当該部位はそれぞれのコア独自の判断により自在に変形する。
『光輪の超魔神フーパ』終了後に流れた2016年映画の予告映像にて、シルエットで初登場。また、2015年10月29日より放送開始したTVアニメ新シリーズ『ポケットモンスターXY&Z』のOPアニメにて先行登場している。ゲーム中では10%フォルムと同様に『サン・ムーン』より登場。10%フォルム及び50%フォルムのうち、新特性「スワームチェンジ」を持つ個体が、HPが1/2未満となることでパーフェクトフォルムにフォルムチェンジする。
『ボルケニオンと機巧のマギアナ』にてTVシリーズより先に登場した（予告映像や映画ビジュアルなどを見る限り登場は確定していた）。
WEBアニメ『ポケモンジェネレーションズ』では第1話「冒険」において登場。

第8シリーズではエクスプローラーズのリーダー・ギベオンのパートナーとして登場。色違いの個体で10%フォルムの姿をしている。

## ディアンシー
| 分類: ほうせきポケモン | タイプ: いわ/ フェアリー | 高さ: 0.7m   | 重さ: 8.8kg  |
| 特性: クリアボディ     | かくれ特性: なし         | 進化前: なし | 進化後: なし |

タイプや分類がメレシーと同じ幻のポケモン。そのピンク色に輝く身体は世界一の美しさを誇ると言われ、世界中の大富豪を虜にしており、両手の隙間で空気中の炭素を圧縮して、大量のダイヤを一瞬で生み出すことが可能で、敵の攻撃から身を守ったりする。
誕生・発生のメカニズムは不明で、メレシーの突然変異個体とされており、その体は究極のバランスで光を吸収し、この世の奇跡とも呼ばれるほどの輝きを放つとも言われており、旅の仲間を事故や病気から守るという言い伝えもあるとのこと。
ディアンシー専用の技として、いわタイプの攻撃技「ダイヤストーム」を覚えることができ、この技はマルチバトルでは相手のポケモン複数を同時攻撃できるほか、自身の「ぼうぎょ」を上昇させることがある。
『オメガルビー・アルファサファイア』では「メガディアンシー」へとメガシンカを遂げる。
メガディアンシー
高さ:1.1m、重さ:27.8kg、特性:マジックミラー。メガシンカしたことで体表の不純物が剥がれ、全身のダイヤからは光を浴びると、眼では確認できないほどの輝きを放つ。その美しい容姿から、「ロイヤルピンクプリンセス」と呼ばれている。
『破壊の繭とディアンシー』に登場。地底深くにあるメレシーたちが平和に暮らす「ダイヤモンド鉱国」の姫で、輝きを失い滅亡の危機に瀕した祖国を救うべくサトシたちと共に聖なる力を求めてゼルネアスを探す旅に出る。作中ではまだまだ未熟な姫として描かれ、生み出したダイヤモンドはしばらくすると形象崩壊してしまう。ただし、ユリーカにあげたダイヤモンドの内、唯一崩壊しなかったダイヤモンドがあり、ディアンシナイトに変化した。声優は松本まりか。当時、同作が上映された映画館にて、『X・Y』を対象としたワイヤレス通信によって配布された。

## フーパ
| 分類: 本文参照   | タイプ: エスパー/ 本文参照 | 高さ: 0.5m   | 重さ: 9.0kg  |
| 特性: マジシャン | かくれ特性: なし           | 進化前: なし | 進化後: なし |

幻のポケモンの一種。「いましめられしフーパ」「ときはなたれしフーパ」と呼ばれる2種類の姿を持つ。
専用技は「いじげんホール」。自分の命中率や相手の回避率に関わらず必ず命中する技で、相手の「まもる」や「みきり」状態をも無視してダメージを与えられる。
『オメガルビー・アルファサファイア』ではグラードンまたはカイオーガ戦後に各地に金色のリングが出現し、それぞれ伝説のポケモンと戦えるが、関連性は不明。
いましめられしフーパ
分類:いたずらポケモン、タイプ:エスパー/ゴースト、高さ・重さ:上記参照。フーパの通常の姿。2本の角や、胴体についた金色のリングが特徴。
このリングには空間を歪める力があり、ものを遠く離れた場所に飛ばしたり、取り寄せたりすることができると言われている。『X・Y』ではパルファム宮殿にいるバックパッカー曰く、フルパワーを出せばリングの直径は数㎞に及び、人が住む島すら簡単に別の場所に移動させることが可能との事。その能力で世界中のあらゆる所へ一瞬で移動できるため、詳しい住処の所在は未だ謎に包まれているが、砂漠のオアシスに有るとされるフーパの住処には今まで好き勝手に集めた古代の王や大富豪が持っていた金銀財宝が山ほど眠っているとされている。さらに、過去にフーパの力を悪用しようとした組織が砂漠のど真ん中に転送され、恐れをなした組織は解散したとされる。
ときはなたれしフーパ
分類:まじんポケモン、タイプ:エスパー/あく、高さ:6.5m、重さ:490.0kg。2015年4月15日に発表されたフーパの真の姿。専用アイテム「いましめのツボ」を使うことでこの姿に変化する。通常の姿よりも身長は13倍、体重は54倍以上というはるかに大きい体となっており、6本の巨大な腕を持つ。リングの数も増えている。6つのリングと6本の巨大な腕であらゆるものを奪うといわれ、財宝欲しさにそれが 隠された城ごと引き抜き奪い去ったという伝説も有る。
この姿に限り、専用技「いじげんラッシュ」が使用可能になる。「いじげんホール」同様、自分の命中率や相手の回避率に関わらず必ず命中する技で、相手の「まもる」や「みきり」状態をも無視してダメージを与えられるが、自分の防御が1段階下がる。さらに、この技は6本の腕のうちの4本で相手を殴りまくるというエフェクトの性質上ときはなたれしフーパしか使用できず、いましめられしフーパやドーブルが使用したり「まねっこ」や「オウムがえし」などを使っても技は出せない。
『光輪の超魔神 フーパ』に登場。声優は釘宮理恵（いましめられしフーパ）、山寺宏一（ときはなたれしフーパ）。当時、同作が上映された映画館にて、『X・Y』と『オメガルビー・アルファサファイア』を対象としたワイヤレス通信によって配布された。
アプリゲーム『ポケモンマスターズEX』ではライヤー（声 - 宮野真守）がいましめられしフーパのすがたを使用。

## ボルケニオン
| 分類: スチームポケモン | タイプ: ほのお/ みず | 高さ: 1.7m   | 重さ: 195.0kg |
| 特性: ちょすい         | かくれ特性: なし     | 進化前: なし | 進化後: なし  |

幻のポケモンの一種。2015年12月15日に発表されたポケモン。
ほのお・みずタイプという、今までにないタイプの組み合わせを持つ。四つん這いで、ネコのような頭部と、ずんぐりとしたカメのような胴体と四肢、胴体側面から伸びて真上にくっつけることで普段はリング状となった一対の長いアームが特徴。体色は濃い赤。体内で高熱を生み出すことができると共に、アームの先端から水を吸引して体内に大量に貯水することができ、その水を熱と反応させることにより高温高圧の水蒸気を生み出してアームから噴出する。また、体内で水蒸気爆発を起こすことで周囲に衝撃波を放出することもでき、場合によっては山一つから山脈をも破壊して平野に変えるほどの威力を発揮する。劇場版では、アームを下に向けて水蒸気を高圧で放出し、その反動によって空を飛ぶという能力も見せている。青い模様は水の残量が減ると赤くなる。地方を越えて生息しており、カロス地方の大湿地帯の奥やシンオウ地方の未開の森林、ジョウト地方の絶海の孤島で確認された映像が残されている。
専用技の「スチームバースト」は物凄く熱い蒸気を相手に浴びせるみずタイプの特殊技で、たまに相手を「やけど」状態にする効果をもつ。
『ボルケニオンと機巧のマギアナ』に登場。声優は特別出演の市川染五郎。同作の前売券の特典として『X・Y』と『オメガルビー・アルファサファイア』にボルケニオンが配布された。
アプリゲーム『ポケモンマスターズEX』ではマジコス衣装を着たフラダリが使用。